# Max Ernst

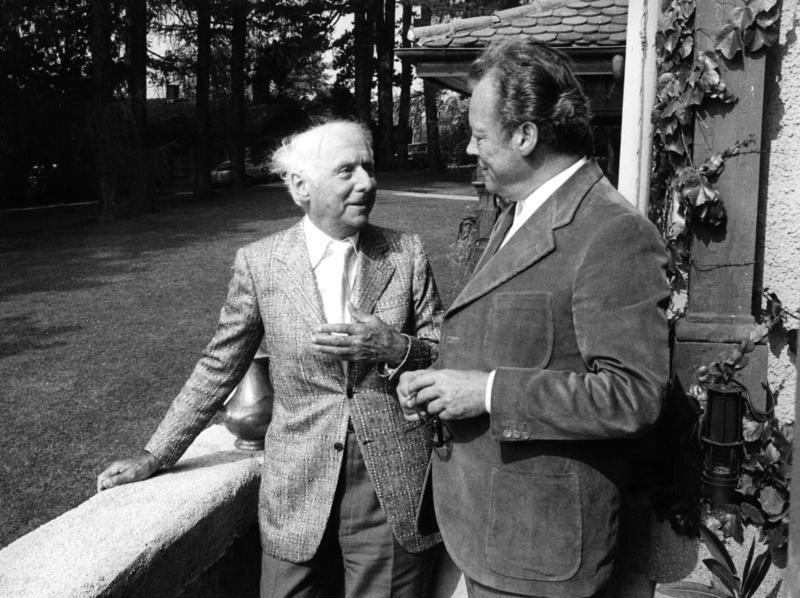
Max Ernst (links) mit Bundeskanzler Willy Brandt in dessen Olympia-Quartier in Feldafing, 1972

Max Ernst (* 2. April 1891 in Brühl (Rheinland); † 1. April 1976 in Paris, Frankreich), eigentlich Maximilian Maria Ernst, war ein bedeutender Maler, Grafiker und Bildhauer deutscher Herkunft, dem 1948 die amerikanische und 1958 die französische Staatsbürgerschaft verliehen wurde.
Nach dem Militärdienst im Ersten Weltkrieg gründete er 1919 zusammen mit Johannes Baargeld und Hans Arp die Kölner Dada-Gruppe. 1922 ließ er seine Familie zurück und zog nach Paris, wo er sich dem Kreis der Surrealisten um André Breton anschloss und zu einem der wichtigsten Mitglieder im künstlerischen Bereich der surrealistischen Bewegung wurde. Zu Beginn des Zweiten Weltkriegs wurde er ab 1939 mehrmals in Frankreich interniert, konnte zusammen mit der Kunstmäzenin Peggy Guggenheim, seiner späteren dritten Ehefrau, fliehen und wählte, wie viele andere europäische Künstler, 1941 als Exil die USA. 1953 kehrte er mit seiner vierten Ehefrau, der Malerin Dorothea Tanning, nach Frankreich zurück.
Mit seinen Gemälden, Collagen und Skulpturen schuf der Künstler rätselhafte Bildkombinationen, bizarre Wesen, die häufig Vögel darstellen, und phantastische Landschaften. Neben seinem künstlerischen Werk verfasste Max Ernst Gedichte und autobiografische sowie kunsttheoretische Schriften. Künstlerbücher nehmen einen breiten Raum in seinem Schaffen ein. Die Techniken Frottage, Grattage und Drip Painting, als Oszillation entwickelt, gehen auf ihn zurück. Angewendet durch Jackson Pollock wurde Drip Painting zu einem Bestandteil des amerikanischen abstrakten Expressionismus.

## Leben

### Kindheit und Jugend

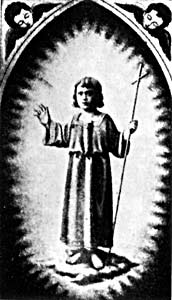
Philipp Ernst: Max Ernst als Jesuskind, 1896

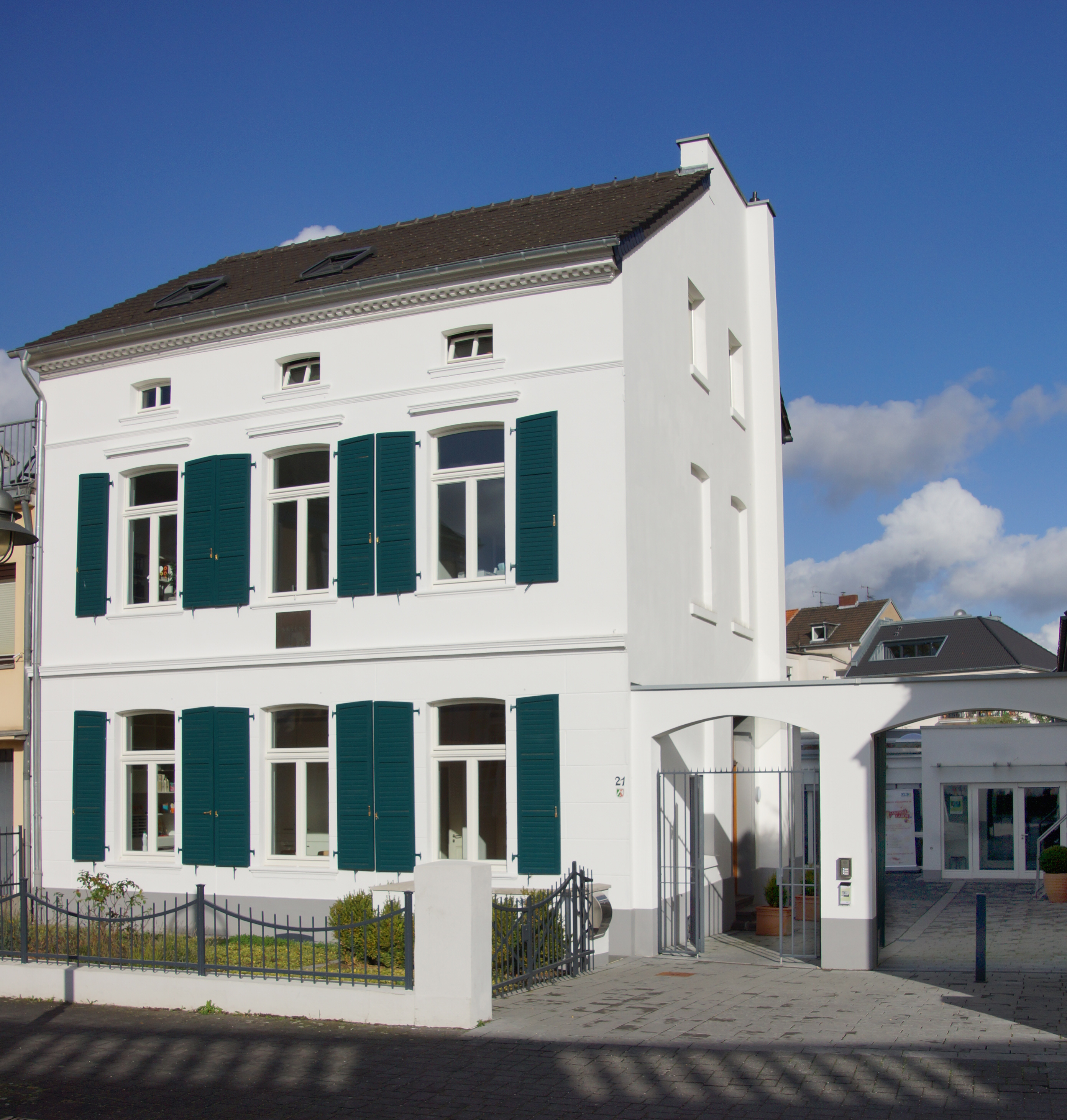
Geburtshaus von Max Ernst in Brühl, Schloßstraße 21

Max Ernst wurde als drittes von insgesamt neun Kindern des Taubstummenlehrers und Laienmalers Philipp Ernst (1862–1942) und seiner Frau Luise, geb. Kopp (1865–1949) geboren. Ersten Kontakt mit Malerei bekam er durch seinen Vater. Dieser malte seinen fünf Jahre alten Sohn 1896 als Jesuskind.
Max Ernst veröffentlichte 1942 im amerikanischen Exil im Kunstmagazin View einen autobiografischen Text, in dem er seine magische Beziehung zu Vögeln beschreibt: seine Geburt aus einem Vogelei, das seine Mutter in ein Adlernest gelegt hatte, und die Verbindung zwischen dem Tod seines Lieblingsvogels, des rosa Kakadus Hornebom, und der als gleichzeitig erlebten Geburt seiner jüngsten Schwester Apollonia (genannt Loni) im Jahr 1906. Max Ernsts Schilderung des Zusammentreffens beider Ereignisse ist fiktiv, der Kakadu lebte nach der Geburt der Schwester einige Zeit weiter. Max Ernst entwickelte, von diesen Vorstellungen geprägt, in seinem Werk als Alter Ego den „Vogelobren Hornebom“ und „Loplop“. Im Spätwerk taucht der Künstler als „Schnabelmax“ auf. Vogelähnliche Geschöpfe erscheinen in vielen seiner Bilder, besonders in der Werkreihe Loplop präsentiert aus den 1930er Jahren.

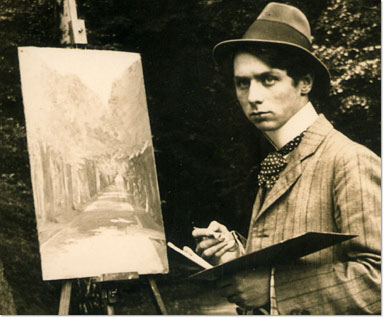
Max Ernst im Brühler Schlosspark, 1909

Nach dem Abitur in Brühl studierte er von 1910 bis 1914 an der Universität Bonn zunächst Altphilologie, Philosophie, Psychologie und Kunstgeschichte. Philosophen, die der Student Ernst schätzte, waren Novalis, Hegel und die „großen Kritiker des eindimensional gewordenen Denkens des 19. Jahrhunderts, Max Stirner und Friedrich Nietzsche“. Durch das Studium der Psychologie kam er mit den Schriften Sigmund Freuds in Berührung und beschäftigte sich mit der Kunst der Geisteskranken.
Max Ernst besuchte oft das Museum in Köln und interessierte sich für die flämischen Meister Hieronymus Bosch und Pieter Bruegel sowie für die deutsche Romantik, besonders für Caspar David Friedrich. Aus dem Jahr 1909 sind zwei Landschaften erhalten, die seine Bewunderung für Vincent van Gogh zeigen. 1911 befreundete er sich mit August Macke und beschloss im folgenden Jahr, ermutigt durch die Anerkennung und Förderung durch Mackes Freundeskreis, als Autodidakt Maler zu werden.

### Erste Erfolge als Künstler
Seine erste Ausstellung hatte Max Ernst 1912 in der Galerie Feldmann in Köln. Auf der Internationalen Kunstausstellung des Sonderbundes Westdeutscher Kunstfreunde und Künstler zu Cöln im selben Jahr sah er Werke bedeutender Künstler wie Paul Cézanne, Pablo Picasso, Henri Matisse und Edvard Munch.
1912/1913 schrieb Max Ernst Kunst- und Theaterkritiken für den Bonner Volksmund und beteiligte sich 1913 an der Ausstellung Rheinische Expressionisten in Bonn. Während einer Reise nach Paris im selben Jahr lernte er Guillaume Apollinaire und Robert Delaunay kennen sowie 1914 Hans Arp, mit dem ihn eine lebenslange Freundschaft verband. Ebenfalls 1913 war Max Ernst mit zwei Werken (Nr. 129: Sturm; Nr. 130: Promenade) am Ersten Deutschen Herbstsalon in der Berliner Galerie „Der Sturm“ von Herwarth Walden vertreten, in dessen Galerie im März 1916 eine zweite Ausstellung seiner Werke stattfand, 1917 folgte die ebenfalls von Walden organisierte Ausstellung in der Zürcher „Galerie Dada“.

### Einsatz im Ersten Weltkrieg

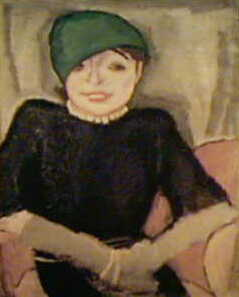
Hanns Bolz: Louise Straus-Ernst, vor 1918

Von August 1914 bis November 1918 war Ernst im Ersten Weltkrieg in Frankreich und Polen im Einsatz. 1918 wurde er gegen seinen Willen zum Leutnant befördert. Am 7. Oktober 1918, kurz vor dem Ende des Kriegs, heiratete er in einer Kriegstrauung seine Studienfreundin, die promovierte Kunsthistorikerin Luise Straus, die Tochter des jüdischen Hutfabrikanten Jacob Straus, in Köln. Der gemeinsame Sohn Hans-Ulrich, der später unter dem Namen Jimmy Ernst in den USA als surrealistischer Maler bekannt wurde, kam 1920 zur Welt.
Die Rückkehr aus dem Krieg empfand er als Wiedergeburt:

„Max Ernst starb am 1. August 1914. Er kehrte zum Leben zurück am 11. November 1918 als junger Mann, der hoffte ein Magier zu werden, um die Mythen seiner Zeit zu finden.“

### Dada und Surrealismus in Köln und Paris

#### Gründung der Kölner Dada-Gruppe

Titelblatt von Der Ventilator, Köln 1919

Angeekelt von der „großen Schweinerei dieses blödsinnigen Krieges“, gründete Max Ernst 1919 mit dem selbst erfundenen Beinamen „minimax dadamax“ gemeinsam mit Johannes Theodor Baargeld, dem „Zentrodada“, und Hans Arp die Kölner Dada-Gruppe, an der seine Ehefrau Luise Straus-Ernst beteiligt war. Bereits im Februar und März des Jahres waren nach einer Doppelnummer fünf weitere Ausgaben der Wochenschrift Der Ventilator, herausgegeben von Baargeld unter Mitarbeit von Max Ernst, erschienen. Weitere Ausgaben wurden verboten.
Im Sommer 1919 fuhr Ernst zusammen mit Baargeld nach München und besuchte dort Paul Klee. In der Münchner Buch- und Kunsthandlung von Hans Goltz entdeckte er in der Zeitschrift Valori Plastici Werke von Giorgio de Chirico, die ihn so sehr beeindruckten, dass er die Grafik-Mappe Fiat modes – pereat ars mit den Mitteln einer finanziellen Unterstützung für arbeitslose Künstler in Heinrich Hoerles Schloemilch-Verlag herausbrachte. Ebenfalls 1919 wurde in Düsseldorf die Künstlervereinigung Das Junge Rheinland gegründet, zu deren Mitgliedern er zählte. Ihr Mittelpunkt war die Galerie von Johanna Ey, die das Werk von Ernst durch Ausstellungen unterstützte. Im November des Jahres fand eine Ausstellung der Dadaisten in den Räumen des Kölnischen Kunstvereins statt, die von der britischen Militärregierung, unter der das Rheinland nach dem Ersten Weltkrieg stand, geschlossen wurde.

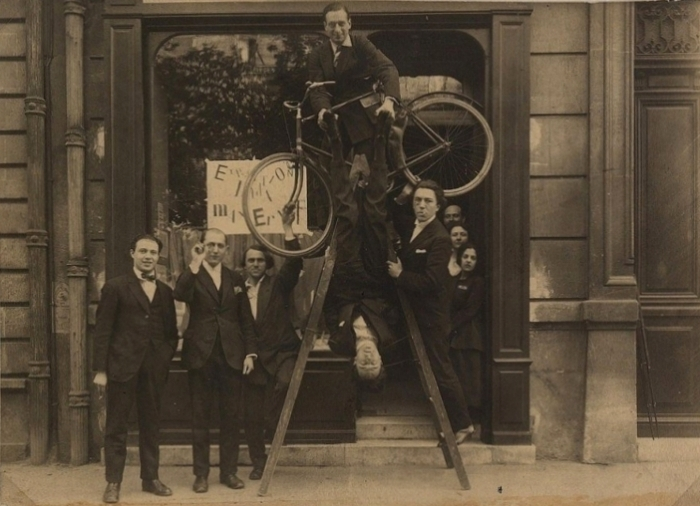
Freunde von Max Ernst vor der Ausstellung in der Pariser Galerie Au Sans Pareil, 1921. Auf der Leiter mit Fahrrad steht Philippe Soupault, kopfüber hängend Jacques Rigaut, rechts auf der Leiter André Breton.

1920 wurde die „Zentrale W/3“ gegründet, die „Weststupidien 3“ waren Arp, Baargeld und Ernst, die im Februar die Zeitschrift die schammade.(dilettanten erhebt euch!) veröffentlichten. Zu den französischen Mitarbeitern gehörten André Breton, Paul Éluard und Louis Aragon. Die zweite Kölner Dada-Ausstellung wurde im April 1920 unter dem Titel Dada-Vorfrühling im Brauhaus Winter gezeigt. Gemeinsam mit Hans Arp schuf er hierfür die Collages collectifs, scherzhaft Fatagaga (Fabrication de tableaux garantis gazometriques) genannt. Die Ausstellung erregte Unmut in der Öffentlichkeit, wurde zeitweise von der Polizei geschlossen und führte zum Bruch mit Ernsts Vater. Ab Ende Juni 1920 war der Künstler wie auch Baargeld mit Werken an der Ersten Internationalen Dada-Messe in Berlin vertreten. Ein Jahr später traf er sich während eines Urlaubs in Tarrenz, Tirol, unter anderem mit Tristan Tzara, Hans Arp, Sophie Taeuber und André Breton. Auf Einladung Bretons hatte er im Mai/Juni 1921 eine erste Ausstellung in der Pariser Galerie Au Sans Pareil, auf der er jedoch nicht anwesend war. Der Katalog verzeichnete unter anderem die Collage Der Hut macht den Mann. Im Herbst 1921 waren der Schriftsteller Paul Éluard und seine Frau Gala für eine Woche bei Max Ernst in Köln zu Gast. Éluard erwarb von ihm spontan die frühsurrealistischen Gemälde Celebes und Oedipus Rex.

#### Umzug nach Paris

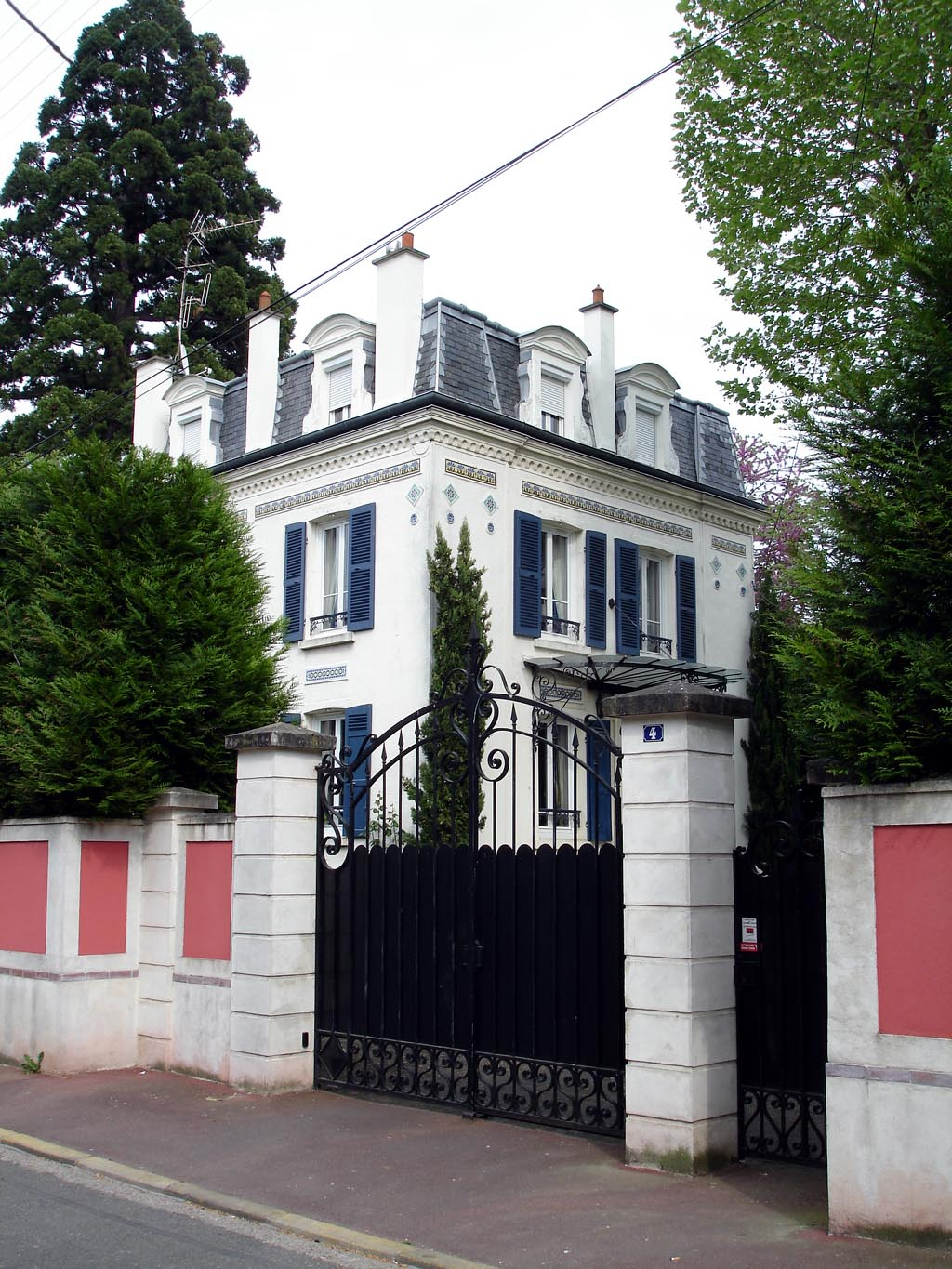
Das Wohnhaus der Éluards in Eaubonne

Im August 1922 zog der Künstler nach einem zweiten Aufenthalt in Tarrenz endgültig nach Paris und verließ seine Familie. Éluard hatte ihm seinen eigenen Pass geschickt, da Ernst kein Visum bekommen hatte, und Max Ernst wohnte beim Ehepaar Éluard. Fast zwei Jahre lang musste er Gelegenheitsarbeiten verrichten, da er von seiner Malerei nicht leben konnte. Sein Werk Das Rendezvous der Freunde aus dem Jahr 1922 wurde im folgenden Jahr im „Salon des Indépendants“ präsentiert. 1923 zog das Ehepaar Éluard in ein Haus in Eaubonne nahe Paris, wo Ernst einen Zyklus von 15 Bildern mit grotesken Fabelwesen und paradiesischen Gärten an die Türen malte. Sie wurden von den Nachbewohnern überklebt, 1969 wiederentdeckt, vom Künstler selbst restauriert und auf Leinwand übertragen. Darunter befand sich das Wandbild Beim ersten klaren Wort, das heute zur Kunstsammlung Nordrhein-Westfalen gehört. Ernst hatte sich in Gala verliebt und Éluard, der die Liaison zunächst geduldet hatte, entfloh der ménage à trois 1924 nach Saigon. Gala und Max Ernst folgten ihm. Das Geld für die Reise stellte er durch Verkäufe seiner Pariser Bilder an Johanna Ey sicher. Während die Éluards nach Paris zurückkehrten, trat Ernst erst drei Monate später die Rückreise an. Gala heiratete später Salvador Dalí.

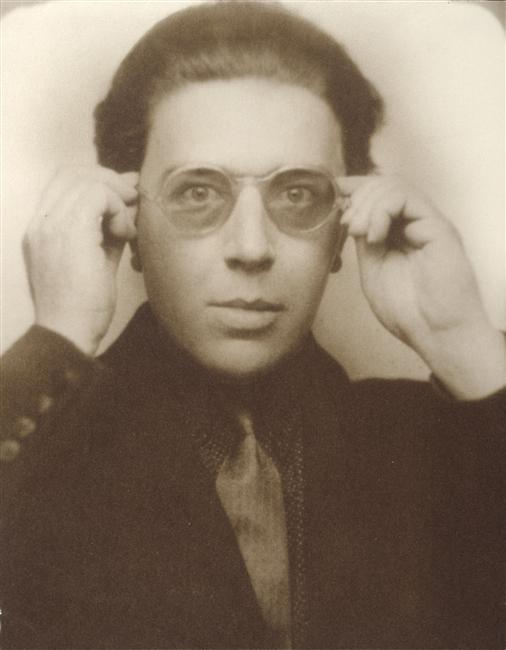
André Breton, 1924

Ab 1924 war Ernst bereits eines der wichtigsten Mitglieder der surrealistischen Gruppe um André Breton. In diesem Jahr verfasste Breton das Manifeste du Surréalisme, in dem er Surrealismus als einen „reinen psychischen Automatismus“ definierte. Organ der Gruppe war die Zeitschrift La Révolution surréaliste, in die Werke von Ernst aufgenommen wurden.

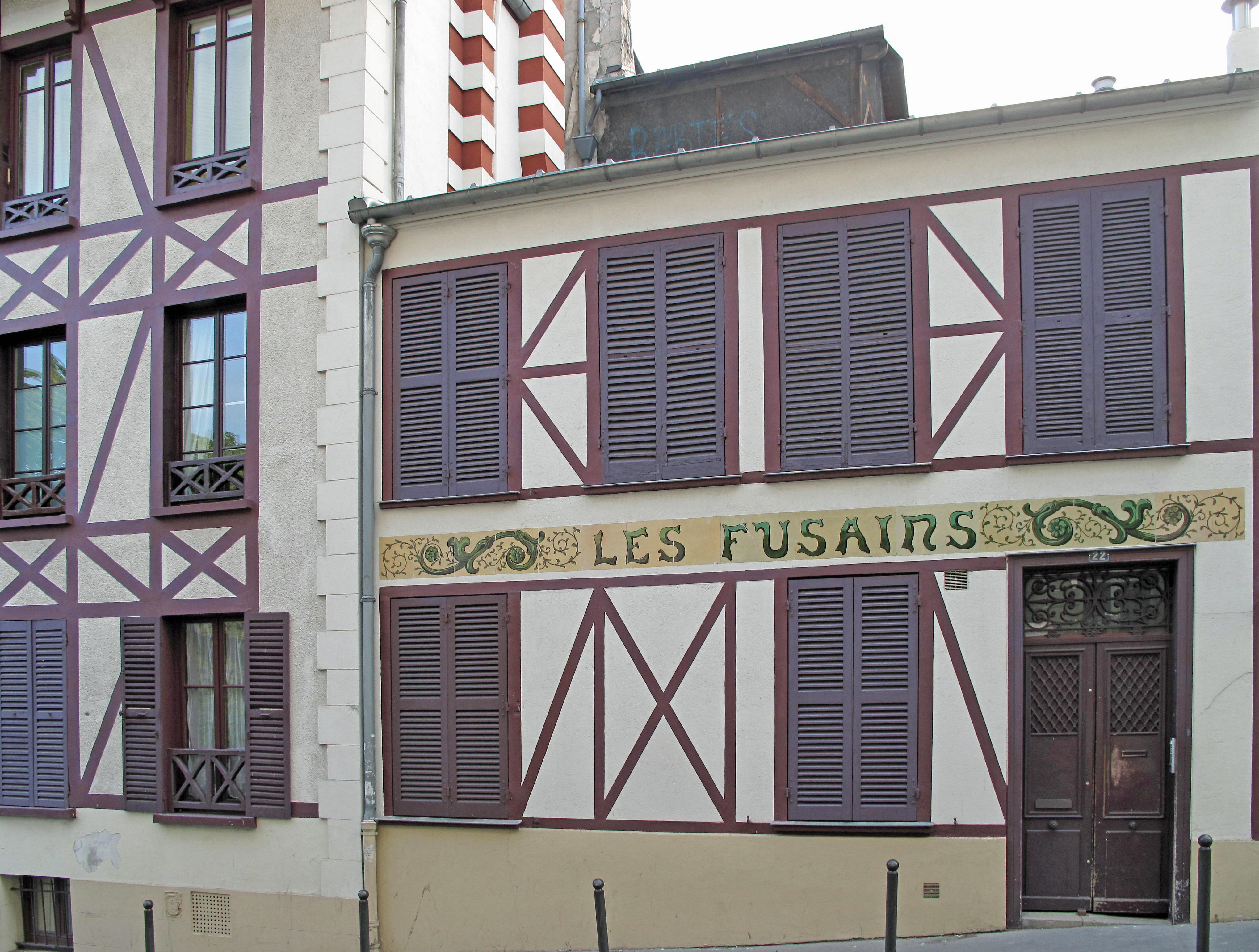
Les Fusains, 22, rue Tourlaque, Paris

1925 bezog Ernst sein erstes Atelier in Les Fusains in der 22, rue Tourlaque, Paris. Ein in diesem Jahr abgeschlossener Vertrag mit dem Sammler Jacques Viot sicherte ihm ein regelmäßiges Einkommen, Ausstellungen in Pariser Galerien folgten. Ab 1925 fertigte er seine ersten Werke in der von ihm erfundenen Frottagetechnik an, die in seinem Buch Histoire naturelle 1926 veröffentlicht wurden, und entwickelte die Maltechnik der Grattage. Diese Techniken bestimmten nun den für ihn typischen Stil. Er arbeitete zusammen mit Joan Miró am Bühnenbild und an den Kostümen für Djagilews Ballett Romeo and Juliet, Musik von Constant Lambert, das von den Ballets Russes aufgeführt wurde. Diese Mitarbeit rief den Protest der Surrealistengruppe hervor. Auf starken Widerstand, dieses Mal bei klerikalen Kreisen, stieß sein 1926 entstandenes Gemälde Die Jungfrau züchtigt das Jesuskind vor drei Zeugen, das im Salon des Indépendants und darauf im Kölnischen Kunstverein ausgestellt wurde, wo es entfernt werden sollte.
Nach der Scheidung im Jahr 1926 von Luise Straus-Ernst heiratete Ernst im folgenden Jahr die wesentlich jüngere Marie-Berthe Aurenche, die Schwester des Drehbuchautors Jean Aurenche. Ab den frühen 1930er Jahren bezog das Paar eine Wohnung im Quartier Montparnasse in der 26, rue des Plantes, wo sie Nachbarn von Alberto Giacometti waren, der gelegentlich Skulpturen auf der Terrasse der Ernsts lagern durfte. 1930 übernahm Max Ernst die Rolle eines Räuberhauptmanns in dem umstrittenen surrealistischen Film Das goldene Zeitalter (L’Âge d’Or) von Luis Buñuel und Salvador Dalí. Im Herbst 1933 lernte er die zwanzigjährige Künstlerin Meret Oppenheim kennen, mit der er eine bis ins nächste Jahr andauernde Liebesbeziehung hatte.

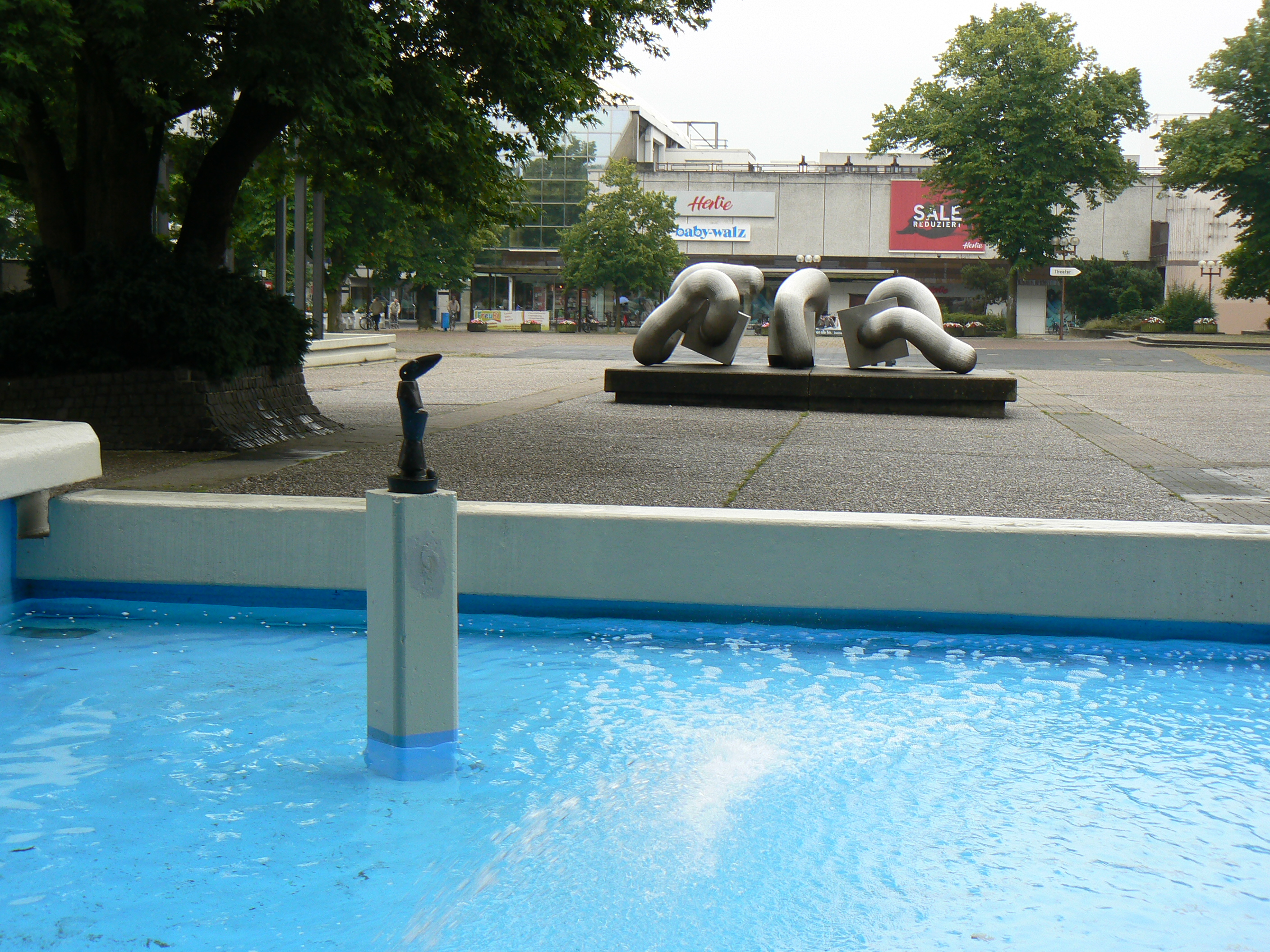
Habakuk 4/6, um 1934 geschaffen nach dem Besuch bei Giacometti in Maloja. Skulptur im City Center, Marl

Den Sommer 1934 verbrachte Max Ernst bei Alberto Giacometti in dessen Sommeratelier in Maloja; beide Künstler transportierten in einem Flussbett vorgefundene, vom Wasser rundgewaschene Granitblöcke vor Giacomettis Haus. Ernst bearbeitete diese Blöcke als erste bildhauerische Versuche, schuf auf ihnen flache Reliefs, die Darstellungen von Blumen, Vögeln und Figuren boten, deren Form er später jedoch nicht fortsetzte. 1936 erfolgte die Scheidung von Marie-Berthe Aurenche.
Unter dem NS-Regime in Deutschland wurden Max Ernsts Werke diffamiert, er selbst wurde geächtet und seine Kunst 1933 als „entartet“ eingestuft. 1937 wurden zwei seiner Bilder in der Münchner Ausstellung Entartete Kunst gezeigt. Das Gemälde Die Schöne Gärtnerin (1923), in einem Raum unter dem Motto „Verhöhnung der deutschen Frau“ ausgestellt, gilt seitdem als verschollen. In diesem Jahr entstand unter dem Eindruck des Spanischen Bürgerkriegs das Gemälde Der Hausengel (L’Ange du foyer) in drei Variationen, auf dem ein Ungeheuer mit gefletschten Zähnen und ausgefahrenen Krallen die Erde bedroht. Ebenfalls in diesem Jahr entstanden Bühnenbilder zu Alfred Jarrys Drama Ubu enchainé, das 30 Jahre nach dem Tod des Autors in der Comédie des Champs-Elysées am 22. September 1937 erstmals aufgeführt wurde.
1938 war er Teilnehmer an der richtungweisenden Exposition Internationale du Surréalisme in der Galerie Beaux-Arts in Paris; zusammen mit Salvador Dalí war er als technischer Beirat tätig und stellte 14 Gemälde aus, dazu eine Puppe als Kunstobjekt. Die Ausstellung erwies sich jedoch als Abschlussmanifestation der surrealistischen Bewegung. Die politischen Umstände sowie die persönlichen, politisch motivierten Differenzen – zwischen André Breton und Paul Éluard, der sich dem Stalinismus angenähert hatte – veranlassten Éluard, im selben Jahr aus der Surrealistengruppe auszutreten. Max Ernst und Man Ray schlossen sich ihm solidarisch an.

### Aufenthalt in den USA

#### Internierung und Flucht nach New York

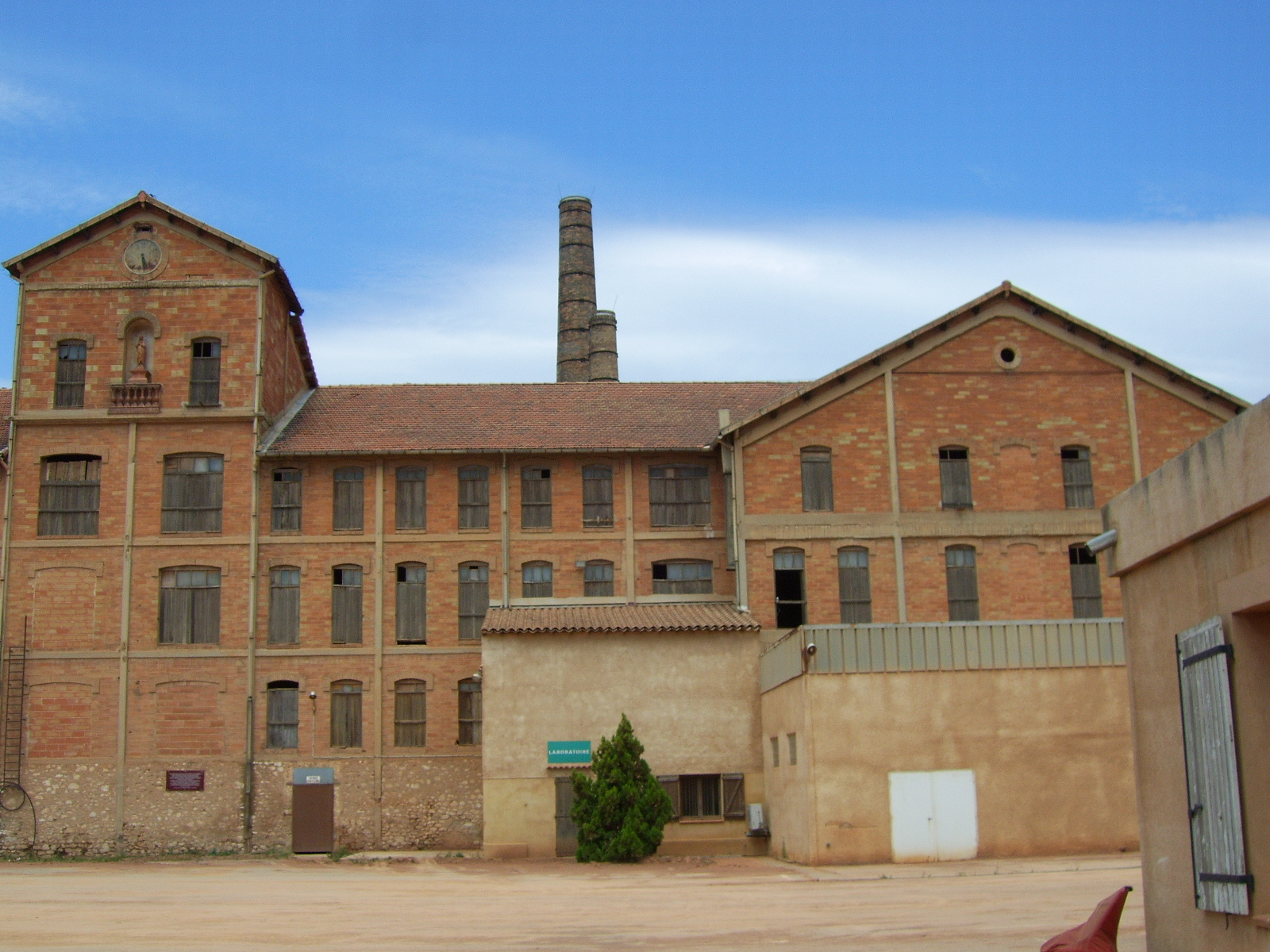
Lagergebäude Les Milles

Der Zweite Weltkrieg beeinflusste das Leben des Künstlers nachhaltig: Ernst wurde 1939 als „Enemy Alien“ in Frankreich zunächst im ehemaligen Gefängnis von Largentière, anschließend im Lager Camp des Milles interniert, wo er auf Hans Bellmer traf. Dort entstand das gemeinsame Wandbild Schöpfungen, die Geschöpfe der Einbildungskraft, und Bellmer schuf ein Porträt Max Ernsts, das aus gemalten Ziegelsteinen zusammengesetzt war, als Hinweis auf die Mauern des Lagers. Durch Vermittlung Éluards wurde er zu Weihnachten wieder freigelassen. Im darauffolgenden Jahr wurde er erneut inhaftiert, dieses Mal von der Gestapo, doch gelang ihm die Flucht. In seinem Haus konnte er nicht bleiben, denn seine Geliebte Leonora Carrington, mit der er seit 1938 in Saint-Martin-d’Ardèche zusammengelebt hatte, war geflüchtet und hatte es für eine Flasche Cognac an einen Nachbarn „verkauft“, um es vor der Beschlagnahme zu retten.
Ernst floh mit der Kunstsammlerin Peggy Guggenheim, die ihn finanziell unterstützte, 1941 über Spanien und Portugal in die USA. Fluchthelfer war Varian Fry, der Leiter des Emergency Rescue Committee. Sie erreichten am 14. Juli 1941 den New Yorker Flughafen La Guardia, wo sie von Jimmy Ernst und alten Bekannten begrüßt wurden. Max Ernst wurde zunächst als „feindlicher Ausländer“ von Beamten der Einwanderungsbehörde in der Festung auf Ellis Island interniert, aber nach drei Tagen entlassen. Im Dezember des Jahres – nach dem Eintritt der Vereinigten Staaten in den Krieg – heirateten Max Ernst und Peggy Guggenheim in New York.

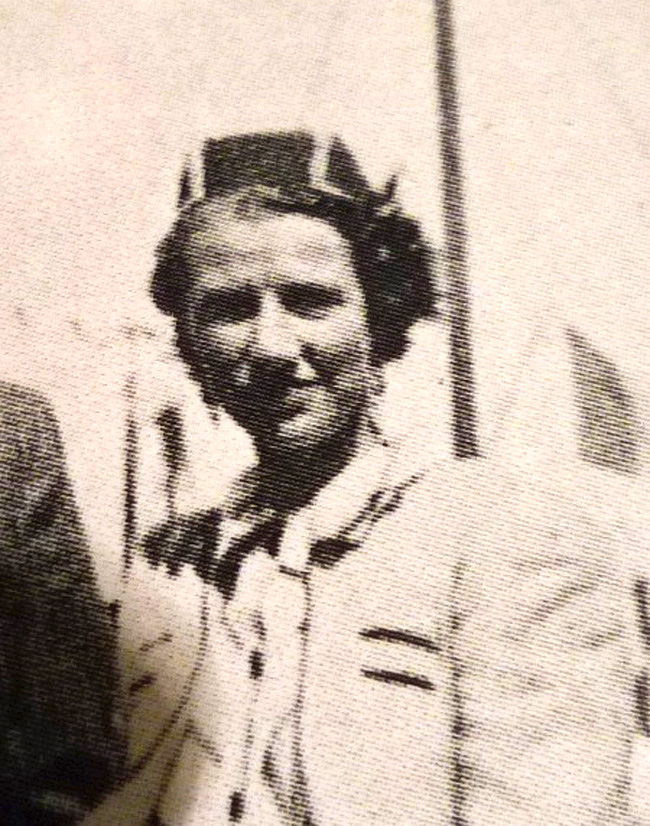
Peggy Guggenheim in Marseille, 1937

Im März des Jahres 1942 nahm Ernst an der Gemeinschaftsausstellung Artists in Exile in der Gallery Pierre Matisse teil. Ein Foto zeigt ihn neben 13 weiteren Künstlern wie Marc Chagall, Fernand Léger, Roberto Matta, Piet Mondrian, Kurt Seligmann, Yves Tanguy und dem Schriftsteller André Breton. Im Mai erschien der Katalog mit einem Umschlagbild von Ernst für Peggy Guggenheims Galerie Art of This Century, die im Oktober 1942 eröffnet wurde. Im selben Jahr wurde er mit David Hare, Marcel Duchamp und André Breton Herausgeber der Zeitschrift VVV, die eine wichtige Rolle bei der Verbreitung des Surrealismus in den Vereinigten Staaten spielte. Ebenfalls im Jahr 1942 nahm Ernst an der Ausstellung First Papers of Surrealism in New York teil und begann verstärkt als Bildhauer zu arbeiten.
In der New Yorker Buchhandlung Wakefield zeigte Betty Parsons in einer Gruppenausstellung ein in neuer Technik gemaltes Bild Ernsts, damals nannte er es abstrakte Kunst, konkrete Kunst, später Junger Mann, neugierig den Flug einer nicht-euklidischen Fliege beobachtend. Die Technik – Drip Painting oder Oszillation genannt – erregte die Aufmerksamkeit einiger junger amerikanischer Maler wie Jackson Pollock.
Ernst lernte Ende 1942 die junge amerikanische Malerin Dorothea Tanning kennen, die in Guggenheims Galerie Art of This Century in der Ausstellung Exhibition by 31 Women vertreten war, und trennte sich daraufhin von Peggy Guggenheim. 1945/46 fand die Ausschreibung zum Bel-Ami-Wettbewerb statt, den Ernst mit seinem Gemälde Die Versuchung des heiligen Antonius gewann.

#### Umzug nach Sedona

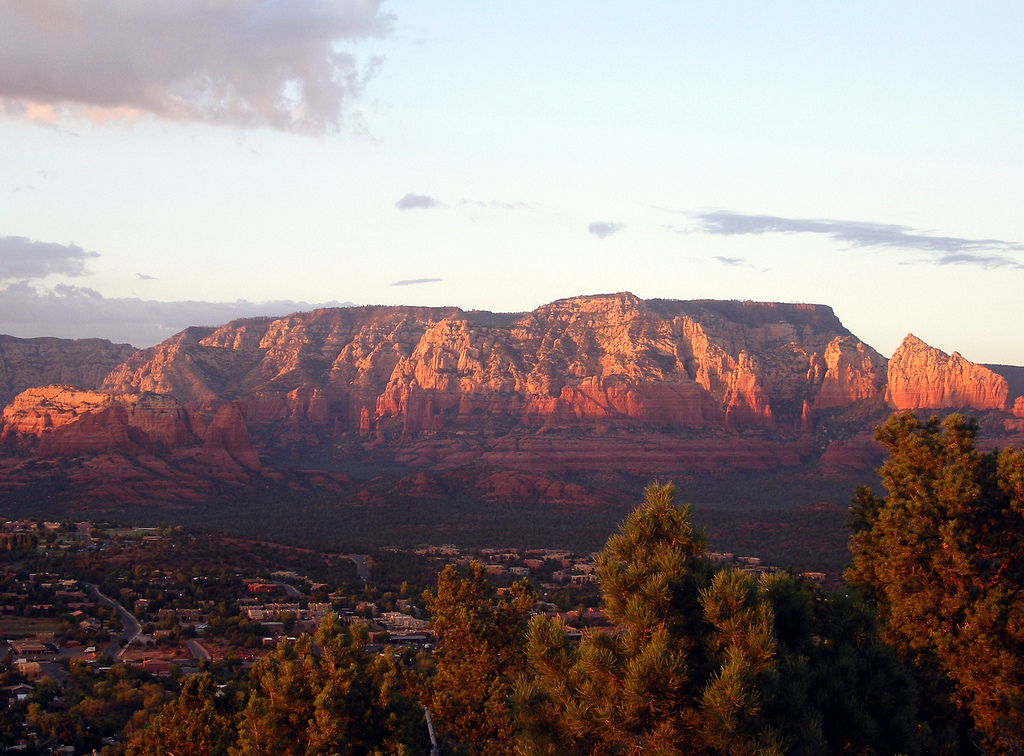
Landschaft von Sedona. Einen ähnlichen Blick hatte das Ehepaar Ernst von seinem Haus aus.

1946 wurde Doppelhochzeit gefeiert: Max Ernst und Dorothea Tanning sowie Man Ray und Juliet Browner ließen sich in Beverly Hills trauen. Anschließend brach das Ehepaar nach Sedona in der Wüste von Arizona auf und erbaute dort ein kleines, einsam gelegenes Haus, das Capricorn Hill genannt wurde. Dort entstand 1948 die Zementplastik Capricorn. Im selben Jahr erlangte Max Ernst die amerikanische Staatsbürgerschaft. Er kam in Kontakt mit den Ureinwohnern, den Hopi, und befasste sich mit ihrer Kunst. Sein Interesse galt besonders den Kachinapuppen und den Zeremonienmasken. Die geometrisch stilisierten Formen und die Bemalung der Kachinas spiegeln sich in seinem Werk wider.
Anlässlich des 60. Geburtstags von Ernst veranstaltete seine Heimatstadt Brühl 1951 eine erste große deutsche Retrospektive im Brühler Schloss Augustusburg, die gut besucht war, jedoch mit einem finanziellen Defizit endete. Die Kölner Galerie Der Spiegel beteiligte sich an der Ausstellung, woraus sich ab 1953 eine lebenslange Geschäfts- und Freundschaftbeziehung zwischen der Galerie und Max Ernst sowie Dorothea Tanning entwickelte. So bat Ernst seinen Kölner Galeristen Hein Stünke, den Inhaber der Galerie Der Spiegel, um Mithilfe bei der Auffindung seiner während der Wirren des Zweiten Weltkriegs verloren gegangenen Scheidungspapiere seiner zweiten Ehe mit Marie-Berthe Aurenche, die den Künstler durch ihre Pariser Anwälte aufgefordert hatte, den ehelichen Verkehr und Unterhalt wieder aufzunehmen. Hein Stünke beauftragte den Kunstsammler und Juristen Josef Haubrich mit der Recherche, der darin erfolgreich war. 1952 wurde Ernst Mitglied des Collège de ’Pataphysique, das nach dem Zweiten Weltkrieg zu Ehren von Alfred Jarry und Jarrys ’Pataphysik, der Wissenschaft von den imaginären Lösungen, gegründet worden war. Im Sommer des Jahres hielt er 30 Gastvorlesungen zum Thema „Fünfzig Jahre moderne Kunst“ an der Universität von Hawaii in Honolulu.

### Letzte Jahre in Frankreich

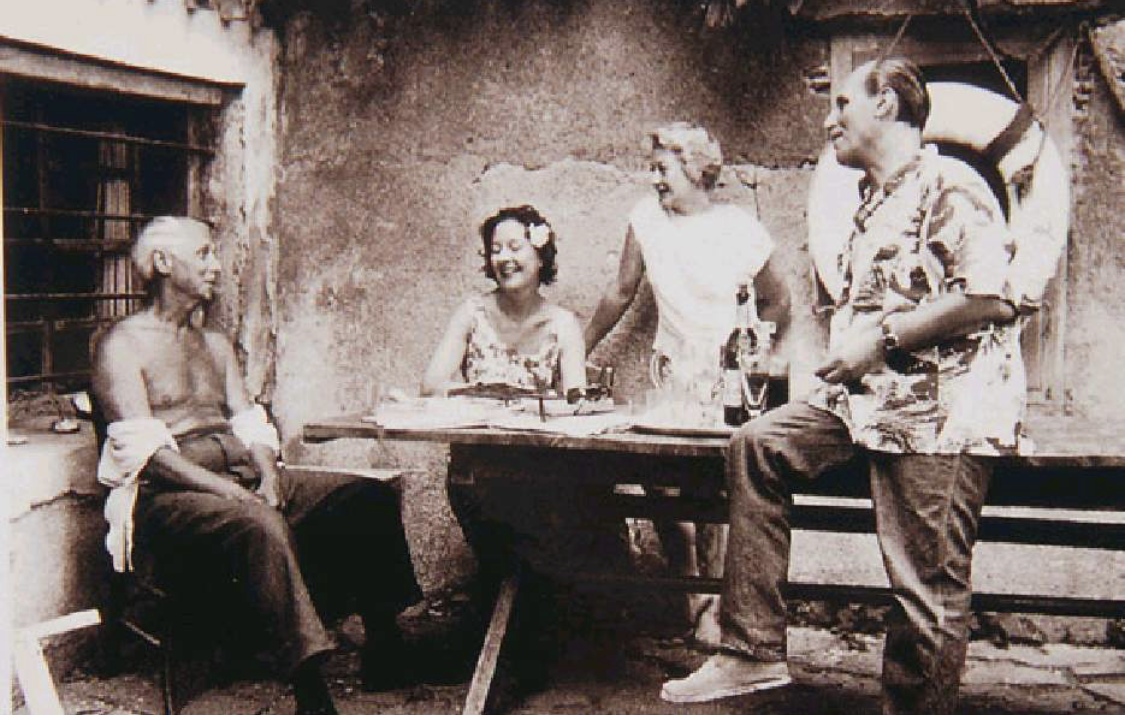
Von rechts: Willy Mucha, Rolande Mucha, Dorothea Tanning und Max Ernst in Collioure, 1960

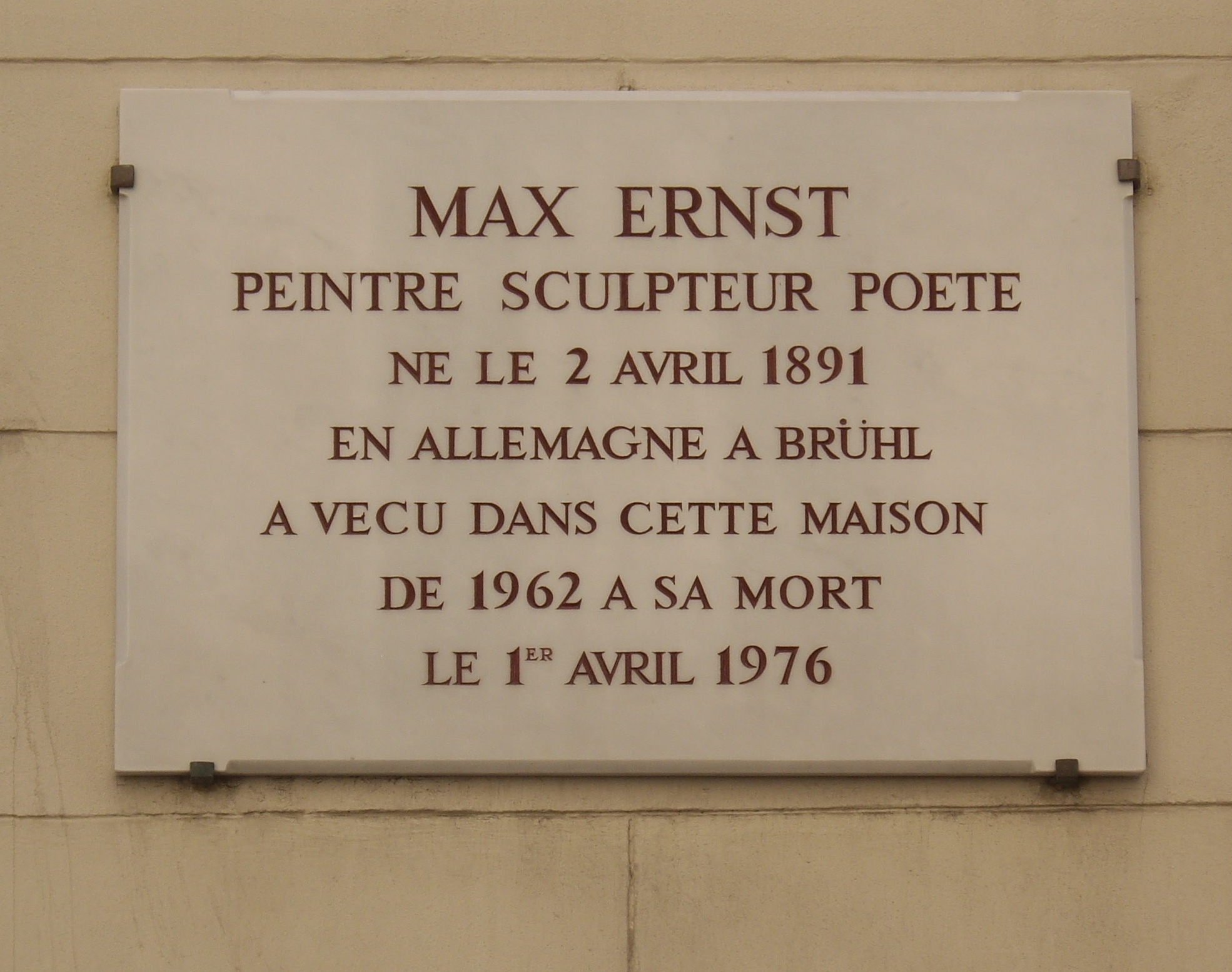
Plakette am Wohnhaus 19, rue de Lille, Hauptwohnsitz des Ehepaars Ernst in Paris seit 1962

1953 kehrten Max Ernst und Dorothea Tanning nach Paris zurück, wo sie ihre zwei Mansardenzimmer am Quai St. Michel wieder bezogen. Er arbeitete als Nachbar von Constantin Brâncuși in einem Atelier auf der Impasse Ronsin Nr. 11, das ihm der US-amerikanische Maler William Copley zur Verfügung gestellt hatte. Das Collège de ’Pataphysique in Paris verlieh ihm im selben Jahr den Titel „Satrap“.
Auf der 27. Biennale von Venedig 1954 wurde Max Ernst mit dem großen Preis für Malerei geehrt, was zum endgültigen Ausschluss aus der Surrealistengruppe führte. Den großen Preis für Grafik in diesem Jahr erhielt Joan Miró, den für Plastik Hans Arp. Die Preisverleihung führte zu internationaler Bekanntheit und weiteren Ehrungen.
1955 zog das Ehepaar nach Huismes und wohnte im Haus „Le pin perdu“, das seit 2009 als „Maison Max Ernst“ zu besichtigen ist. Er behielt diesen Landsitz sowie die Wohnung in Paris, hielt sich jedoch seit 1964 aus gesundheitlichen Gründen mit seiner Frau oft im Süden Frankreichs in Seillans im Département Var in der Provence auf. 1958 wurde er französischer Staatsbürger.

Fontaine Max Ernst in Amboise (Ausschnitt)

Die Ehrenbürgerschaft, die Ernsts Geburtsstadt Brühl ihm im Jahr 1966 zum 75. Lebensjahr anbot, lehnte er nachtragend ab, da die Stadt sein geschenktes Bild Die Geburt der Komödie (1947) im Jahr 1951 für 800 Dollar verkauft hatte. Zudem spielte die schlechte Behandlung von Karl Seibt, dem städtischen Mitveranstalter der finanziell defizitären Max-Ernst-Ausstellung von 1951, durch die Stadt eine Rolle. Im Zusammenhang mit seiner Ablehnung machten ihm der Kölner Stadt-Anzeiger sowie private Bekannte den Vorwurf, er hätte seine erste Frau, Luise Straus-Ernst, die Jüdin war und 1944 in Auschwitz ermordet wurde, retten können; Ernst habe es aber abgelehnt, sie ins amerikanische Exil mitzunehmen. Der Künstler bezog daraufhin im Stadtanzeiger mit einem Brief Stellung und stellte klar, dass seine erste Frau die ihr angebotene Wiederheirat abgelehnt habe, obwohl sie die Möglichkeit eröffnet hätte, sie mitzunehmen.

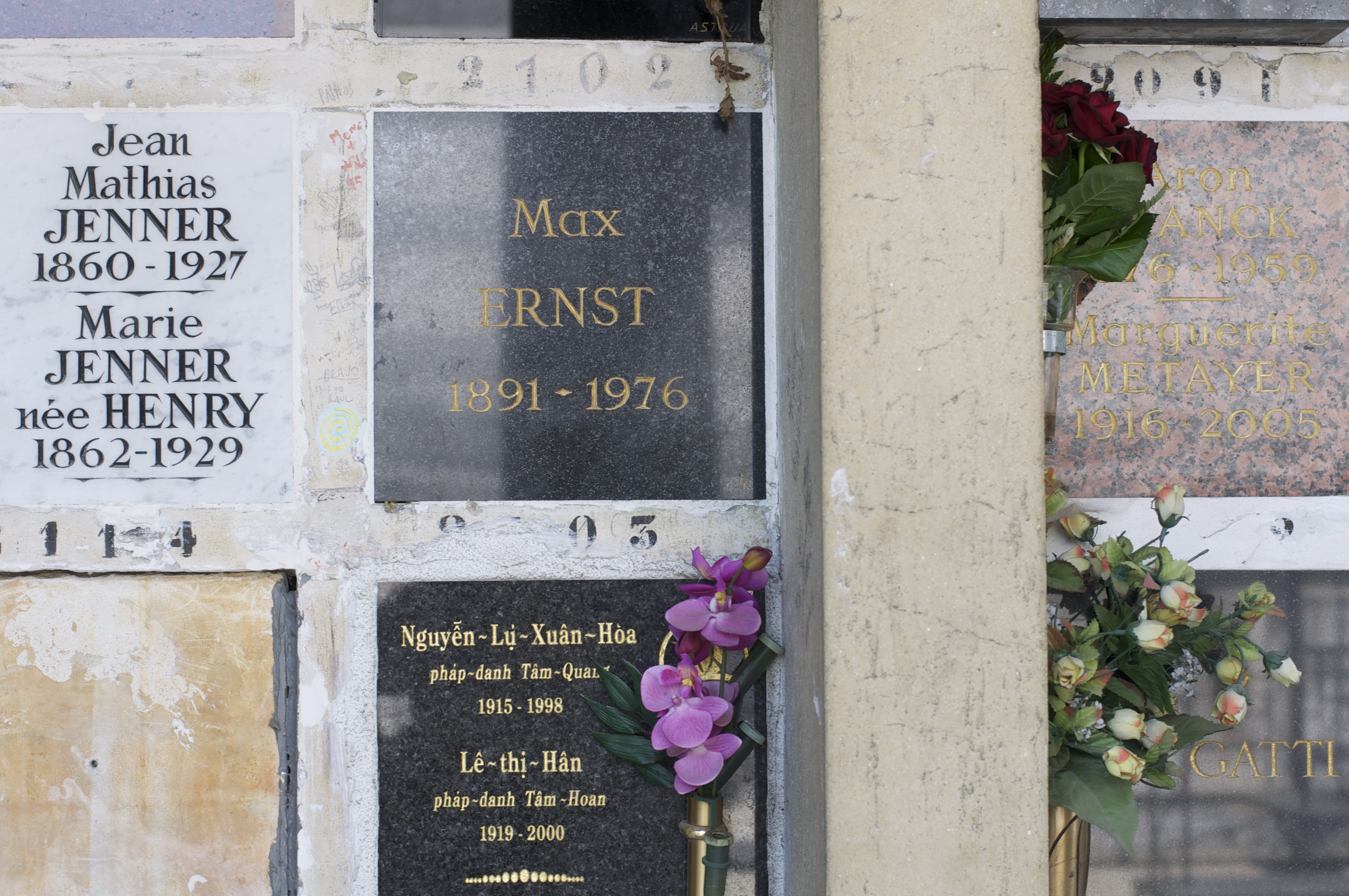
Gedenktafel im Kolumbarium des Père-Lachaise

1967 schuf er einen Brunnen für die Stadt Amboise, der 1968 als „Fontaine Max Ernst“ eingeweiht wurde. Der Streit zwischen dem Künstler und seiner Heimatstadt Brühl wurde 1971 beendet. Die Stadt vergibt seit diesem Jahr den Kunstpreis „Max Ernst Stipendium“ für junge, noch in der Ausbildung befindliche Künstler, und Ernst stiftete die Figuren für den Brunnen, der vor dem Brühler Rathaus steht.
Im Jahr 1975 hielt Max Ernst sich nach einem Schlaganfall wieder in Paris auf. Er starb einen Tag vor seinem 85. Geburtstag, am 1. April 1976 in Paris und wurde nach seiner Einäscherung im Kolumbarium des Friedhofs Père-Lachaise begraben. Seine Frau Dorothea Tanning überlebte ihn um mehr als drei Jahrzehnte. Sie starb im Januar 2012 im Alter von 101 Jahren in New York. Der Sohn aus erster Ehe, Jimmy Ernst, starb am 6. Februar 1984 in New York. Seine Memoiren, A Not-So-Still Life (deutsch: Nicht gerade ein Stilleben. Erinnerungen an meinen Vater Max Ernst), wurden kurz vor seinem Tod veröffentlicht.

## Ehrungen und Kunstpreise

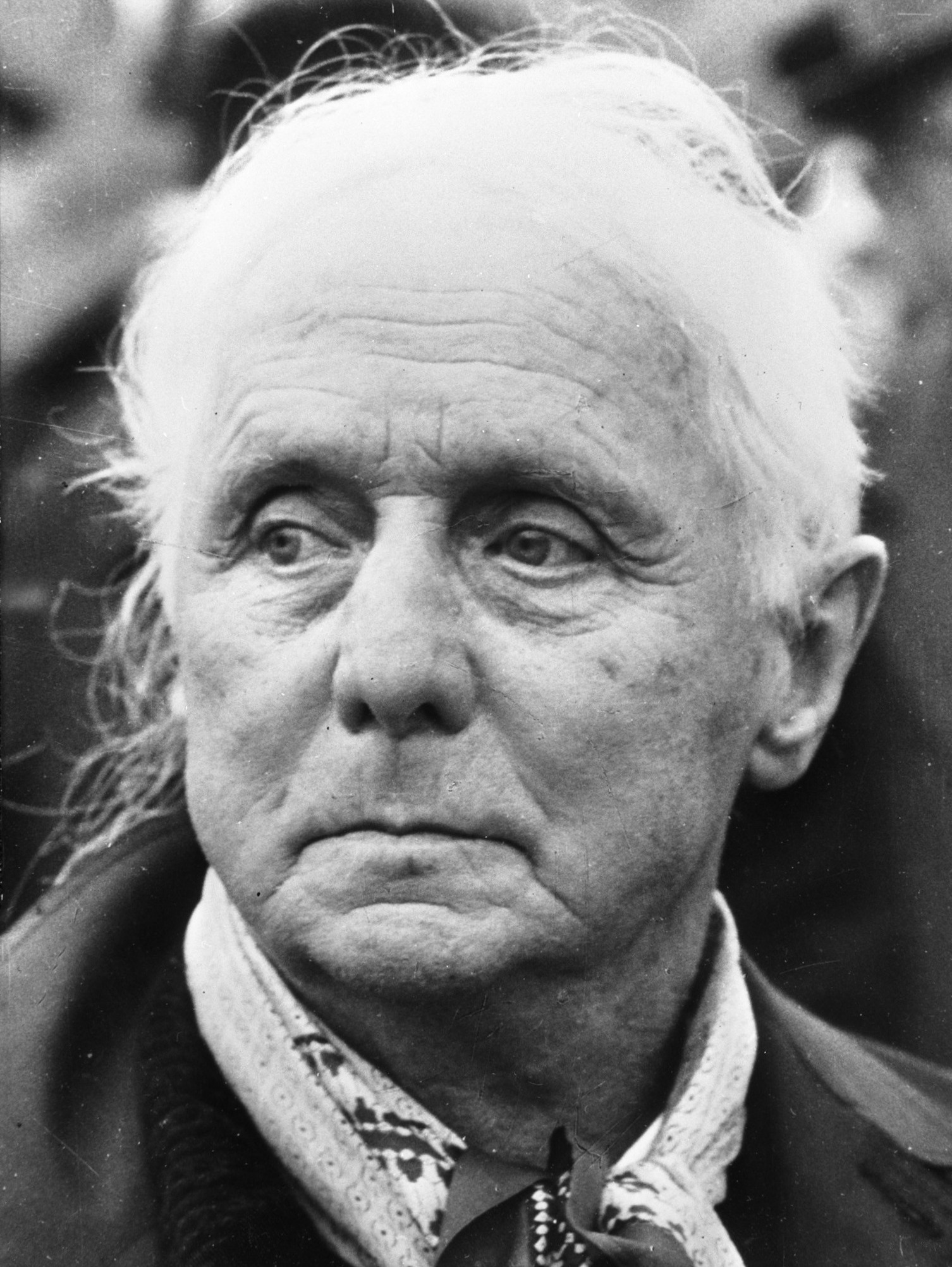
Max Ernst, 1968

1946 gewann Max Ernst den Bel-Ami-Wettbewerb mit seinem Gemälde Die Versuchung des Heiligen Antonius, und 1954 auf der 27. Biennale von Venedig erhielt er den großen Preis für Malerei. 1958 wurde er Mitglied der Akademie der Künste in Berlin und 1961 veranstaltete das New Yorker Museum of Modern Art eine Max-Ernst-Retrospektive. Im selben Jahr erhielt er die Stefan-Lochner-Medaille der Stadt Köln. 1964 verlieh die Regierung Nordrhein-Westfalens ihm die Ehrenprofessur und in Hamburg wurde er mit dem Lichtwark-Preis geehrt.
1966, im 75. Lebensjahr, folgte die Ernennung zum Offizier der Ehrenlegion. 1972 wurde ihm die Ehrendoktorwürde der Universität Bonn verliehen. Im Alter von 84 Jahren reiste Ernst 1975 zur Eröffnung der Max-Ernst-Retrospektive im Solomon R. Guggenheim Museum in New York. Im selben Jahr öffnete die Retrospektive im Grand Palais in Paris ihre Türen. 1976 wurde ihm postum der Goslarer Kaiserring verliehen, einer der international bedeutendsten Kunstpreise. 1974 wurde er als auswärtiges Ehrenmitglied in die American Academy of Arts and Letters gewählt. Seit 1959 war er assoziiertes Mitglied der Académie royale des Sciences, des Lettres et des Beaux-Arts de Belgique (Classe des Beaux-Arts).
In der Bundesrepublik Deutschland gibt es einige Straßen, die nach Max Ernst benannt sind, beispielsweise in Köln und Bonn. Seine Heimatstadt Brühl hat ihm die Max-Ernst-Allee gewidmet. Die Stadt Paris benannte im Jahr 1990 die rue Max Ernst nach ihm, sie liegt im 20. Arrondissement im Quartier du Père-Lachaise.

## Werk
Max Ernst erneuerte die Sprache der Malerei des 20. Jahrhunderts auf revolutionäre Weise. Als Autodidakt ohne akademische Ausbildung wandte er sich gegen die alte Auffassung von „Talent“ und lobte den Surrealismus, der das „Märchen vom Schöpfertum“ angegriffen und vernichtet habe. Der von ihm sehr geschätzte Maler der Romantik, Caspar David Friedrich, hatte seine malerischen Zeitgenossen aufgerufen: „Schließe dein leibliches Auge, damit du mit dem geistigen Auge zuerst sehest dein Bild, Dann fördere zutage, was du im Dunkeln gesehen, dass es zurückwirke auf Andere, von außen nach innen.“ Max Ernst formulierte es ähnlich: „Die Rolle des Malers besteht darin, einzukreisen und zu projizieren, was er in sich selbst sieht.“

### Das Frühwerk bis 1918
Ernsts Frühwerk ist durch vielfältige Einflüsse geprägt. So orientierte er sich bereits 1909 an Vincent van Gogh (Beispiel: Landschaft mit Sonne) und war beeindruckt von Georges Seurat, Henri Matisse, August Macke, Wassily Kandinsky sowie vom Futurismus. Kriegserfahrungen verarbeitete er in starkfarbigen Aquarellen. Das Ziel des stilistischen Wechselspiels war die bewusste Synthese der unterschiedlichen Gattungen, Richtungen und Epochen: Kombinatorik wurde zu seinem Gestaltungsprinzip. Doch ließ er sich nicht nur von Werken der Avantgarde und alter Meister, sondern auch von Volkskunst und Bauernmalerei inspirieren.

### Themen und Techniken in Dada und Surrealismus ab 1919
Mit der Verwendung der Collage schuf Ernst bereits in seiner dadaistischen Phase nach dem Ersten Weltkrieg von 1919 bis 1921 neben einigen Materialcollagen eine große Anzahl von Werken aus Druckmaterialien, in denen er fremdes Material, beispielsweise Zeichnungen aus Katalogen, aus Lehrbüchern aller Wissenschaftsbereiche oder Häkelvorlagen ausschnitt, verwirrend kombinierte und neu zusammenklebte oder übermalte.
Der Künstler übernahm von Giorgio de Chirico, dem Hauptvertreter der Pittura metafisica, frühzeitig die Idee, in der Malerei Bildmotive in rätselhaften Kombinationen zusammenzustellen; diese Idee wurde später von den Surrealisten übernommen. Sie entsprach der freien Assoziation, die Sigmund Freud anwendete, um das Unbewusste in den Gedanken seiner Patienten, das sich in Träumen äußerte, freizulegen. 1919 entstand, angelehnt an die Pittura metafisica, das Gemälde Aquis submersus. Der Titel orientiert sich an Theodor Storms gleichnamiger Novelle. Eine der bekanntesten Collagen aus der Kölner Zeit ist Der Hut macht den Mann aus dem Jahr 1920, bei dem es sich ursprünglich um eine Druckvorlage für einen Werbekatalog seines Schwiegervaters handelte, der eine Hutfabrik besaß. Celebes, geschaffen 1921 in Köln, gehört als erstes Werk zur Gruppe der Gemälde, die Max Ernst zwischen 1921 und 1924 in der Zeit des Übergangs zwischen Dada und Surrealismus malte. Das Gruppenporträt Das Rendezvous der Freunde entstand 1922 nach Ernsts Übersiedlung nach Paris.
André Breton veröffentlichte 1924 sein erstes surrealistisches Manifest in Paris. Es galt als Beginn der Bewegung. Der von den Surrealisten oft zitierte Satz „Schön wie die zufällige Begegnung einer Nähmaschine und eines Regenschirms auf dem Seziertisch“ entstammt den Gesängen des Maldoror (1868/69) von Lautréamont. Max Ernst variierte ihn:

„Collage-Technik ist die systematische Ausbeutung des zufälligen oder künstlich provozierten Zusammentreffens von zwei oder mehr wesensfremden Realitäten auf einer augenscheinlich dazu ungeeigneten Ebene – und der Funke Poesie, welcher bei der Annäherung dieser Realitäten überspringt.“

Die provokante Darstellung des Gemäldes Die Jungfrau züchtigt das Jesuskind vor drei Zeugen: André Breton, Paul Éluard und dem Maler aus dem Jahr 1926 soll durch André Breton inspiriert worden sein. Ab 1925 begann Max Ernst mit den künstlerischen Techniken der Frottage für Grafiken und der Grattage für Gemälde zu arbeiten. Die Techniken und Werkbeispiele werden in dem Abschnitt „Max Ernsts Erfindungen“ näher beschrieben. Ab 1927 entstanden erste Bildserien seiner Vogel- und Waldmotive, die sein ganzes Werk durchziehen. Sein erster Collageroman La femme 100 têtes nach Illustrationen aus Trivialromanen des 19. Jahrhunderts mit einer Einleitung von Breton erschien im Jahr 1929 bei den Éditions du Carrefour in Paris.
Ernsts Alter Ego, der Vogel Loplop, zieht sich in unterschiedlichen Techniken und Varianten durch sein Werk. Er stellte sich selbst in verschiedenen anthropomorphen Formationen dar, immer auf zwei Beinen stehend, und der Rumpf dient wie eine Staffelei als Präsentationsfläche für die Darstellung unterschiedlicher Motive. Er kombiniert verschiedene malerische Techniken mit der Collage. Ein Beispiel ist Loplop stellt Loplop vor aus dem Jahr 1930. In der Reihe Loplop présente … ab den 1930er Jahren wie Loplop présente la belle saison, Loplop présente deux fleurs oder Loplop présente le portrait de Marie-Berthe entstanden überwiegend Bleistiftfrottagen.
Ab 1935 entstand ein Hauptwerk in der Technik der Grattage, Die ganze Stadt: Es zeigt rätselhafte, ruinenartige, an Festungen oder Tempelanlagen erinnernde Gebäude als versteinerte Stadt, in der kein Leben mehr zu erkennen ist. Der Künstler begann ab 1937 mit der Technik der Décalcomanie zu arbeiten. Die Einkleidung der Braut aus dem Jahr 1940 zeigt eine halbnackte Frau mit Vogelkopf in einem roten bodenlangen Umhang. Der Vogel zur Linken, eine Speerspitze haltend, kann als Verkörperung des Künstlers gesehen werden, während die Braut seine Geliebte Leonora Carrington darstellen könnte. 1940/41 entstand ebenfalls Marlene; die abgebildete Frau, umgeben von Vogelwesen, hat die Gesichtszüge von Marlene Dietrich, die 1937 in die USA ausgewandert war, und als Sujet vermutlich auf seine eigene Flucht hinweist. Das Bild Europa nach dem Regen II als ein Höhepunkt des Arbeitens in dieser Technik begann er 1940 in Frankreich und vollendete es nach der Emigration 1942 in New York. Es zeigt eine Landschaft, die von Verwüstung und Tod geprägt ist und dessen Titel Gedanken an die materiellen und geistigen Vernichtungen des Krieges hervorruft. In dem Gemälde Napoleon in the Wilderness (1941, MoMA, New York), das Max Ernst in Santa Monica vollendete, verarbeitete der Künstler seine Erfahrungen der Flucht und des Exils, aber auch seine unglückliche Beziehung zu Leonora Carrington. 1942 entwickelte er die Technik des Drip Painting oder Oszillation, mit der er nur wenige Bilder wie beispielsweise Der verwirrte Planet schuf. Der Automatismus, den die Oszillation bot, regte junge amerikanische Künstler zur Nachahmung an und besonders Jackson Pollock widmete sich dem Ausbau und der Verfeinerung dieser Technik. Ernst erklärte, sie sei ein Kinderspiel:

„Bindet eine leere Konservendose an eine Schnur von ein oder zwei Meter Länge, bohrt ein kleines Loch in den Boden, füllt die Dose mit flüssiger Farbe. Laßt die Dose am Ende der Schnur über eine flachliegende Leinwand hin- und herschwingen, leitet die Dose durch Bewegungen der Hände, Arme, der Schulter und des ganzen Körpers. Auf diese Weise tröpfeln überraschende Linien auf die Leinwand. Das Spiel der Gedankenverbindungen kann dann beginnen.“

Die erneuerte Verbindung zur surrealistischen Gruppe dokumentiert eines seiner Hauptwerke, das Gemälde Le Surréalisme et la peinture (Der Surrealismus und die Malerei, 1942), dessen Titel von Bretons gleichnamigem Essay aus dem Jahr 1928 stammt. Eine Art Vogelgestalt, dargestellt mit ihrer Brut, malt an einem auf der Staffelei stehenden Bild, das in Oszillationstechnik angelegt ist.
Im Jahr 1943 schuf Ernst Vox Angelica; das Gemälde ist 152 × 205 cm groß und aus 51 größeren und kleineren Einzelbildern zusammengesetzt. Er malte es in den verschiedenen von ihm benutzten Techniken. Viele Experten sehen in diesem Werk einen Wendepunkt in seinem Schaffen, von dem aus sich eine hellere und einfachere Bildsprache durchsetzte. 1945 entstand als Höhepunkt der New Yorker Zeit Die Versuchung des heiligen Antonius sowie ein mathematisches Thema, das Porträt des Euklid. 1948 schuf er das Festmahl der Götter, und um 1948 malte er Arizona desert after Rain, das die Umgebung des Hauses in Sedona zeigt, wo er seine Großplastik Capricorn herstellte.

### Das Spätwerk ab 1953
1953 kehrte Max Ernst aus den USA nach Frankreich zurück. Die Rückkehr markiert zugleich den Anstieg seiner grafischen Produktion. Sie wurde in einer Ausstellung im Sprengel Museum, Hannover im Jahr 2012 unter dem Titel Max Ernst. Lorbeeren und Erdbeeren gezeigt. Illustrationen aus den 1960er Jahren folgten Plakate aus den 1970er Jahren. Ausschnitte aus seinem Collagenroman Lieux communs: Onze poèmes et douze collages aus dem Jahr 1971 waren als Siebdrucke präsent. Die asiatisch anmutende Lithografie Grand Palais entstand 1975, ein Jahr vor Ernsts Tod.
An Gemälden entstanden etwa Das Floß der Medusa (1955), Der Garten Frankreichs (1962) und Rückkehr der schönen Gärtnerin (1967), letzteres als Reminiszenz an das verschollene Bild Die schöne Gärtnerin von 1923, sowie Nichts geht mehr (1973). Im Gemälde Der Garten Frankreichs (Le jardin de la France) hatte der Künstler eine Kopie der Geburt der Venus von Alexandre Cabanel so übermalt, dass die erotischen Zonen des Körpers einer kopflosen Frau – zwischen zwei Flussläufen dargestellt – dominieren.
Ernsts Werk widmete sich auch in den späten Jahren nicht der Gegenstandslosigkeit, wie der Informellen Kunst, die in dieser Zeit häufig vertreten war. Er kommentierte diese Tendenzen mit: „Totale Ablehnung, wie ein Tachist zu leben.“

### Malerische Techniken
Max Ernst erfand und benutzte verschiedene halbautomatische Techniken, mit denen er Strukturen erzeugte, die seine Imaginationskraft beflügelten.
Selbst erfundene Techniken:
- Frottage – Ein Blatt Papier wird auf einen strukturierten Untergrund gelegt. Die Struktur wird mit einem Bleistift auf das Papier durchgerieben. – Beispiel: Histoire naturelle (begonnen ab 1925). Die Frottage ist ein bildnerisches Äquivalent zur surrealistischen Form des Schreibens, genannt Écriture automatique.
- Grattage – Mindestens zwei Farbschichten werden auf eine Leinwand aufgetragen. Die untere/n Schicht/en wird/werden frei gekratzt. – Beispiele: Vogelhochzeit (1925), Grätenblumen (1929), Die ganze Stadt (1935/36)
- Oszillation – Eine Büchse wird mit einem Loch versehen, an einer Schnur über der, auf dem Boden liegenden, Leinwand aufgehängt und mit Farbe gefüllt. Wenn die Dose in Schwingung versetzt wird, tropft Farbe aus dem Loch in kreisenden Bahnen auf die Leinwand. – Beispiele: Der verwirrte Planet (1942), Junger Mann, beunruhigt durch den Flug einer nicht-euklidischen Fliege (1942 und 1947)

Weitere benutzte Techniken:
- Collage – Bildmaterial wird gesammelt und/oder ausgeschnitten und auf einem anderen Bildträger neu zusammengefügt. – Beispiele: dadaistische Collage: Der Hut macht den Mann (1920), surrealistische Collage: LopLop stellt LopLop vor (1930), Collageromane aus Holzstichen: La femme 100 têtes (1929), Une semaine de bonté (1934)
- Décalcomanie – 1935 von Óscar Domínguez wiederentdeckt. Dünnflüssige Farbe wird auf der Leinwand mit Hilfe eines Blatts Papier oder einer Glasplatte verschoben. Dies erzeugt Strukturen, die an Korallen oder Moos erinnern. – Beispiele: Marlene (1940/41), Die Einkleidung der Braut (1940), Europa nach dem Regen II (1940–1942), Der Gegenpapst (1941/42), Die Versuchung des Heiligen Antonius (1945)

### D-Paintings
Zu jedem Geburtstag seiner vierten Ehefrau Dorothea Tanning hatte Max Ernst eine Liebeserklärung geschaffen, um seine Verbundenheit mit ihr zu bezeugen. Die 36 D-Paintings zu Geburtstagen und zusätzlich zur Hochzeit und Silberhochzeit sind seit 2005 Bestandteil des Max-Ernst-Museums in Brühl. In jedem Werk ist der Buchstabe „D“ enthalten.

### Lewis Carroll und Max Ernst
Max Ernst illustrierte einige Werke Lewis Carrolls: La chasse au snark (1950, 8 Illustrationen), Logique sans peine (1966), The Hunting of the Snark (Die Jagd nach dem Snark) (1968, 32 Farblithografien) und Lewis Carrolls Wunderhorn (1970, eine Anthologie, ausgewählt von Max Ernst und Werner Spies mit 36 Farblithografien). Unter den Surrealisten fühlten sich besonders Ernst und Salvador Dalí durch Carrolls Kinderbuch Alice im Wunderland in ihrer Suche nach dem Phantastischen bestärkt. Die Hamburger Kunsthalle zeigte ab Juni 2012 die Ausstellung Alice im Wunderland der Kunst. Ernsts Gemälde Alice in 1941 war Bestandteil der Ausstellung.

### Collageromane, Malerbücher
Max Ernst schuf drei sogenannte „Collageromane“. Der erste war La femme 100 têtes, erschienen Ende 1929 mit einem Vorwort von André Breton. 1930 folgte Rêve d’une petite fille qui voulut entrer au Carmel und 1934 Une semaine de bonté. Die Collageromane, die teilweise mit Textteilen versehen sind, basieren auf Holzstichen des 19. Jahrhunderts, unter anderem von Gustave Doré. Vor allem die beiden ersten Romane sind vielfach interpretierbar, sie suggerieren durch Bildfolge und -legenden einen zusammenhanglosen Handlungsablauf. Inhaltlich wird durch die Wiederholung bestimmter Motive in Text und Bild die durch die Visionen des Surrealismus ermöglichte Befreiung aus gesellschaftlicher, staatlicher oder kirchlicher Unterdrückung angedeutet. Die Collagenbilder aus Une semaine de bonté wurden erstmals nach 1936 im Jahr 2008 in der Albertina in Wien gezeigt. Die Ausstellung wurde anschließend vom Max-Ernst-Museum in Brühl und der Hamburger Kunsthalle übernommen.
1922 erschien das Malerbuch Les malheurs des immortels in der Librairie Six (Paris) mit Gedichten von Paul Éluard und Max Ernst sowie 21 Illustrationen Ernsts. 1926 folgte Histoire naturelle mit 34 Frottagen und einem Vorwort von Hans Arp, veröffentlicht in der Galerie Jeanne Bucher, Paris. Es enthielt die ersten Frottagen des Künstlers. Ernst berief sich zu ihrer Entstehung ausdrücklich auf Leonardo da Vinci, in dessen Traktat über die Malerei stand, man „könne den Geist zu mannigfaltigen Erfindungen anregen, indem man sich in fleckiges Gemäuer hineinsähe, es ließen sich darin womöglich Landschaften, Schlachten und seltsame Gestalten ausmachen.“ Ernst bemerkte dazu:

„Am 10. August 1925 brachte mich ein unerträglicher visueller Zwang zur Entdeckung der technischen Mittel, um diese Lektion Leonardos weitgehend zu verwirklichen.“

1953 erschien Das Schnabelpaar. Acht Radierungen in Farben und ein Gedicht von Max Ernst im Verlag Ernst Beyeler. Originalausgabe als Kassette, gedruckt bei Lacourière in Paris, Umschlag aus bedrucktem Pergament.

„[…] und wenn sie es dann wieder regnen lassen über Europa, über Kafkasien und Kafkamerika, da packt der Schnabelmax die Schnabelgötter beim Schnabelschwanz und weist ihnen den Weg …“

Das Buch aus dem Jahr 1964, Maximiliana ou l’exercice illégal de l’Astronomie, gilt als Hauptwerk der späten druckgrafischen Arbeiten des Künstlers. Der Name geht auf den Lithographen und lange verkannten autodidaktischen Astronomen Ernst Leberecht Tempel (1821–1889) zurück, der 1861 den Asteroiden (65) Cybele entdeckte und ihn Maximiliana nannte. Ernsts und Tempels Lebenswege zeigen viele Gemeinsamkeiten auf, so wie Ernst besaß der Hobby-Astronom „kein Diplom“. Der Vorname des Astronomen war wie der Nachname des Künstlers „Ernst“ und „Maximilian“ war Ernsts Taufname. Das Werk enthält lose Doppelblätter mit 34 Radierungen und 14 „Schrift-Blätter“ von Max Ernst, teilweise farbig und mit Aquatinta ausgeführt. Die Radierungen sind mit typographisch gestaltetem Text nach Ernst Leberecht Tempel und der „Geheimschrift“ von Ernst ergänzt. Das Format beträgt 43 × 32 × 3 cm. Die Typographie stammt von Iliazd, der das Buch in Paris verlegte. 1967 folgte ein Film über das Thema von Peter Schamoni unter Mitwirkung von Ernst (Siehe Rezeptionsteil).

### Bildhauerisches Werk
Max Ernst erläuterte sein Verhältnis zur Bildhauerei gegenüber seinem frühen Biografen Patrick Waldberg:

„Immer, wenn ich mich der Plastik zuwende, habe ich das Gefühl, in Ferien zu sein. Malen wie Schachspielen erfordern größte Konzentration. Wenn ich plastisch arbeite, entspanne ich mich.“

Max Ernst begann 1934 anlässlich seines Besuchs bei Alberto Giacometti in Maloja, sich mit Bildhauerei zu befassen. Doch blieb er vor dem Zweiten Weltkrieg lange der einzige surrealistische Bildhauer, da sich Giacometti bereits ein Jahr später zur Rückkehr zum Modell entschieden hatte und Hans Arp trotz seiner Beteiligung an Dada zur Abstraktion und den Ideen Brâncușis neigte. Ernst benutzte wie bei der Malerei improvisierte Techniken: Oedipus (1934 in zwei Fassungen) entstand zum Beispiel mit seinen zwei phallischen Formen aus Gussformen von Sandeimern, die in verschiedenen Kombinationen übereinander platziert wurden. Ein weiteres frühes Werk ist Habakuk (1934), das trotz einer ursprünglich geplanten Edition von zehn Fassungen nur in vier Bronzegüssen existiert: im Skulpturenmuseum Glaskasten in Marl, vor der Kunsthalle Düsseldorf, auf dem Campus der Universität Yale in New Haven an dem Weg zwischen Sterling Bibliothek und Beinecke Bibliothek, in den Außenanlagen der National Gallery of Australia in Canberra.
Sein Hauptwerk ist die Zementplastik Capricorn, geschaffen 1948 in Sedona, von der nur noch Fragmente vorhanden sind. Das Gipsmodell ist in der Nationalgalerie Berlin zu sehen, mehrere Bronzegüsse erfolgten ab den 1960er Jahren. Neben Skulpturengruppen wie Corps enseignant pour une école de tueurs (1967) fassen die Figurenkonstellationen für die Brunnen in Amboise (1968) und Brühl (1971) das plastische Spätwerk zusammen. Eine Besonderheit entstand 1966: Der passionierte Schachspieler schuf ein Schachspiel aus Glas, das er Immortel nannte.
Reliefs und Plastiken entstanden an seinen Häusern in Saint-Martin-d’Ardèche, Sedona, Huismes und Seillans.

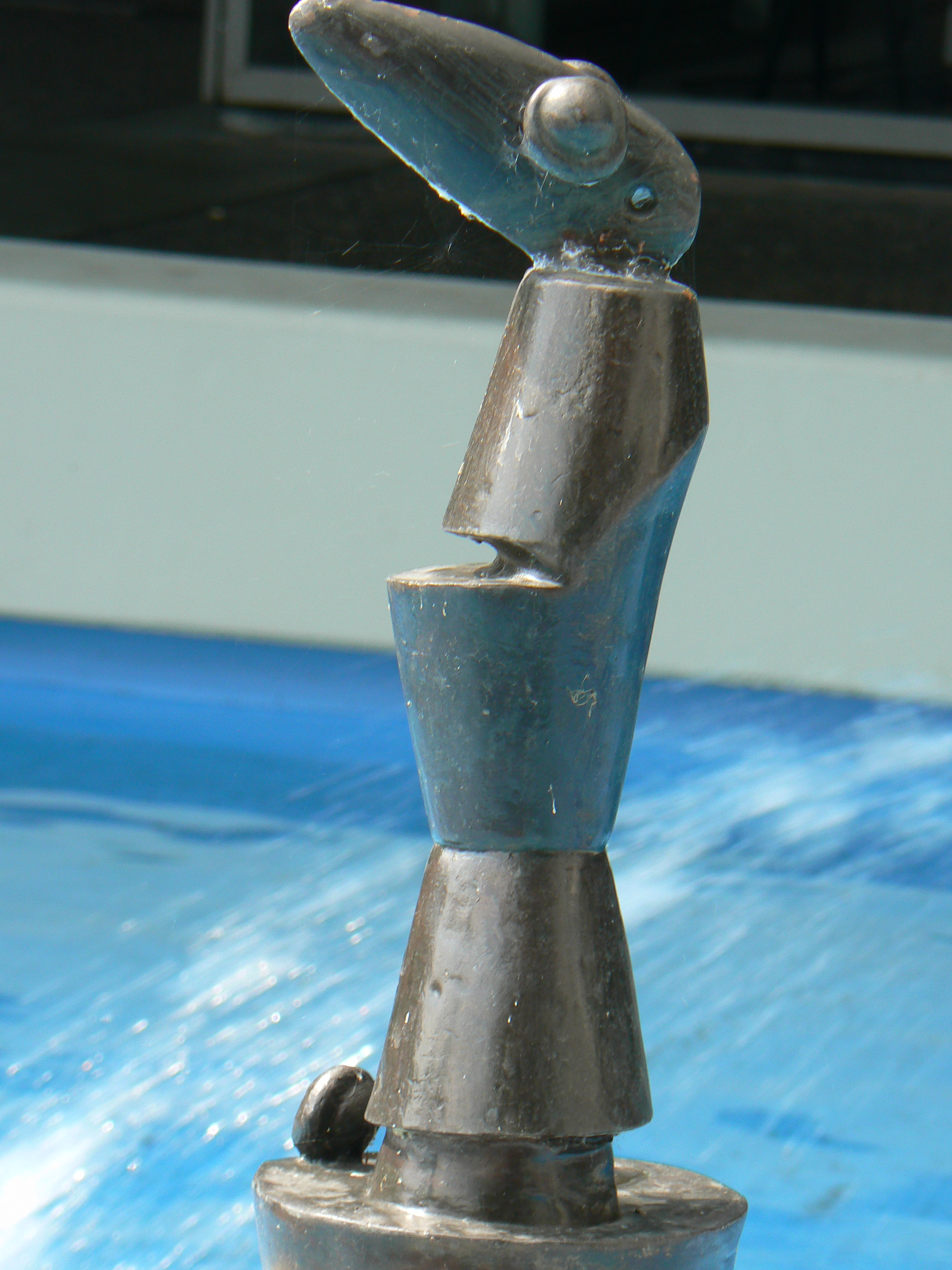
Habakuk (1934), Skulpturenmuseum Glaskasten in Marl
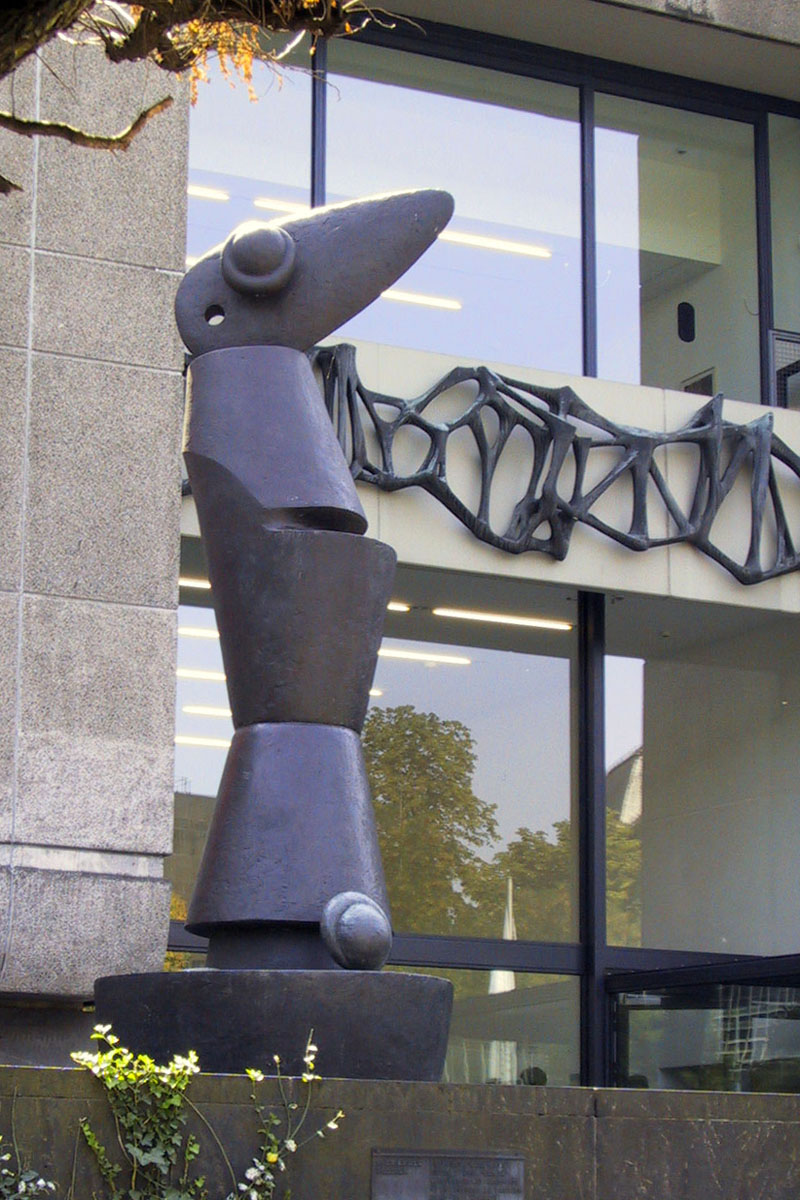
Habakuk: Die in dem Jahr 1970/1971 vergrößerte Fassung von Hermann Isenmann (1908–1991) steht vor der Kunsthalle Düsseldorf.
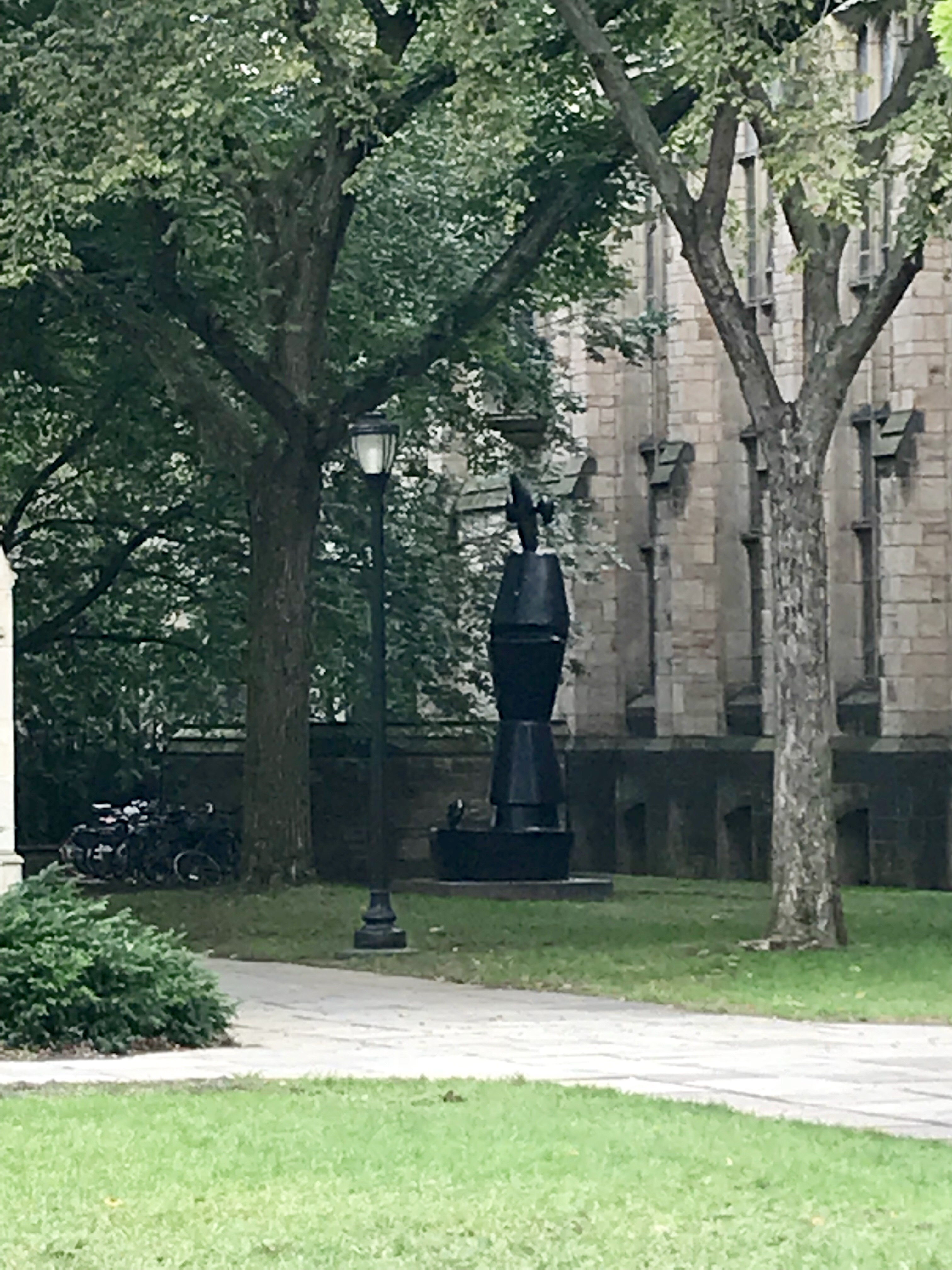
Habakuk auf dem Campus der Universität Yale
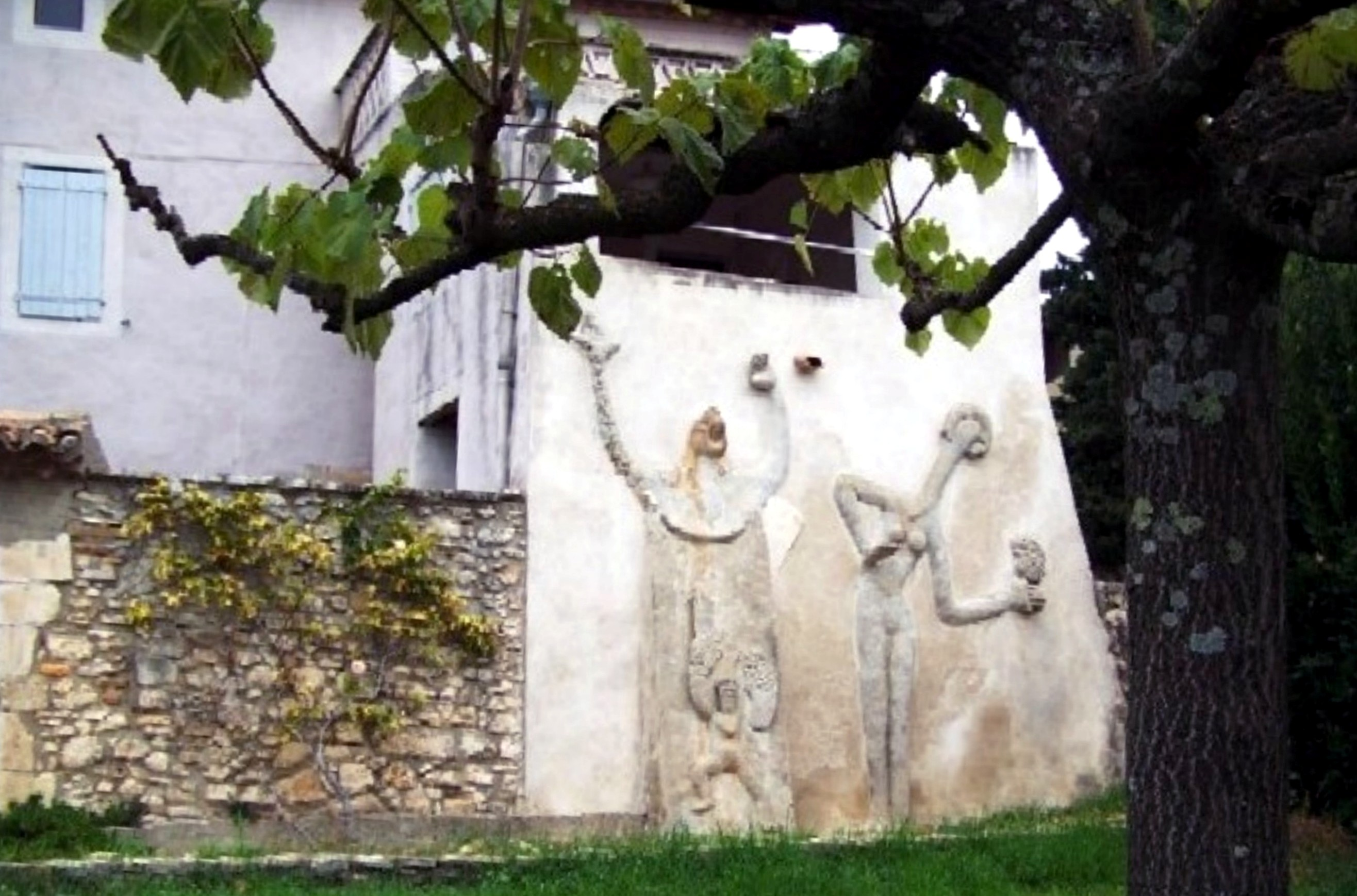
Reliefs an Ernsts Haus in Saint-Martin-d’Ardèche, (um 1939)
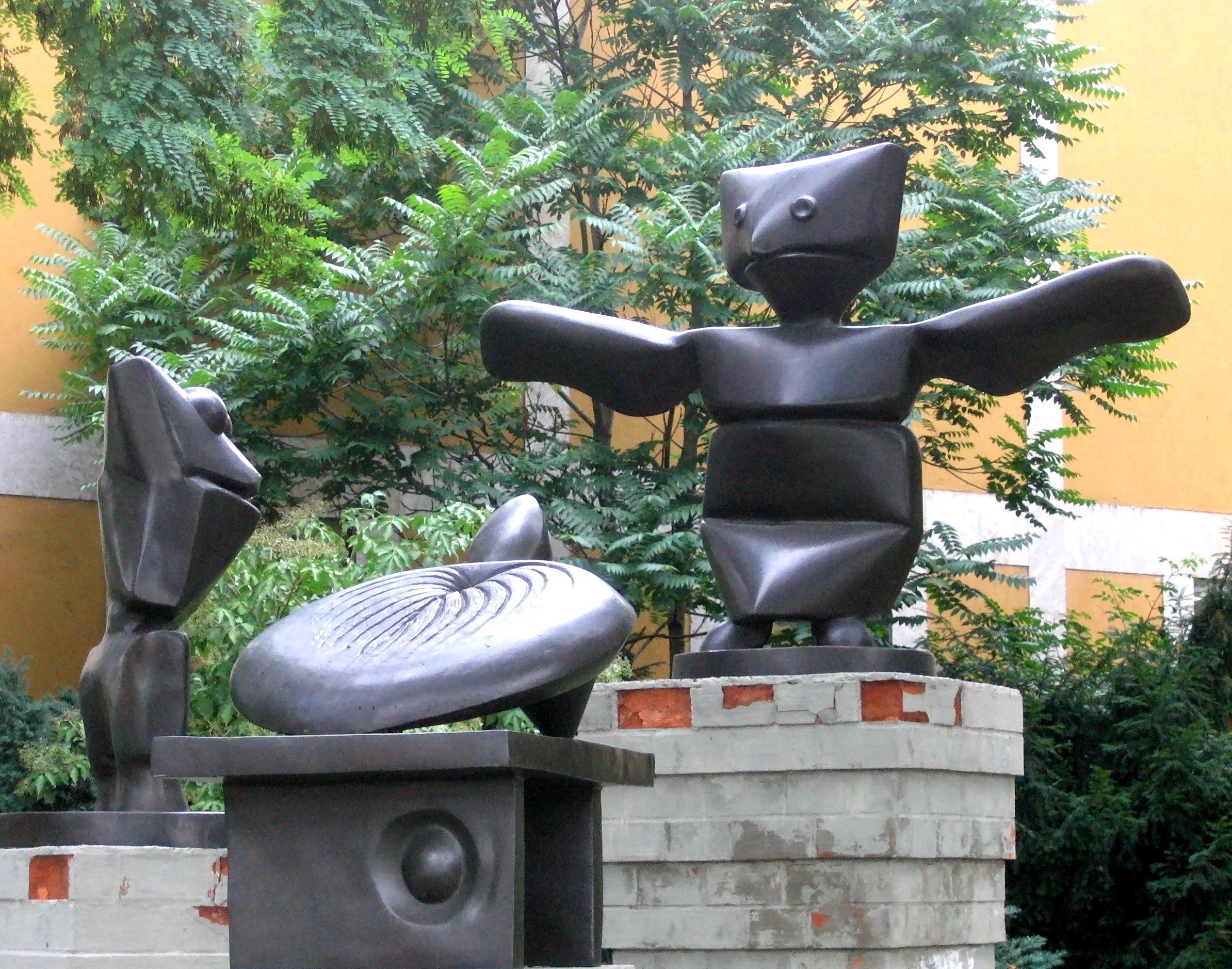
Der Assistent, Der Frosch und Die Schildkröte (1967) vor dem Lenbachhaus in München
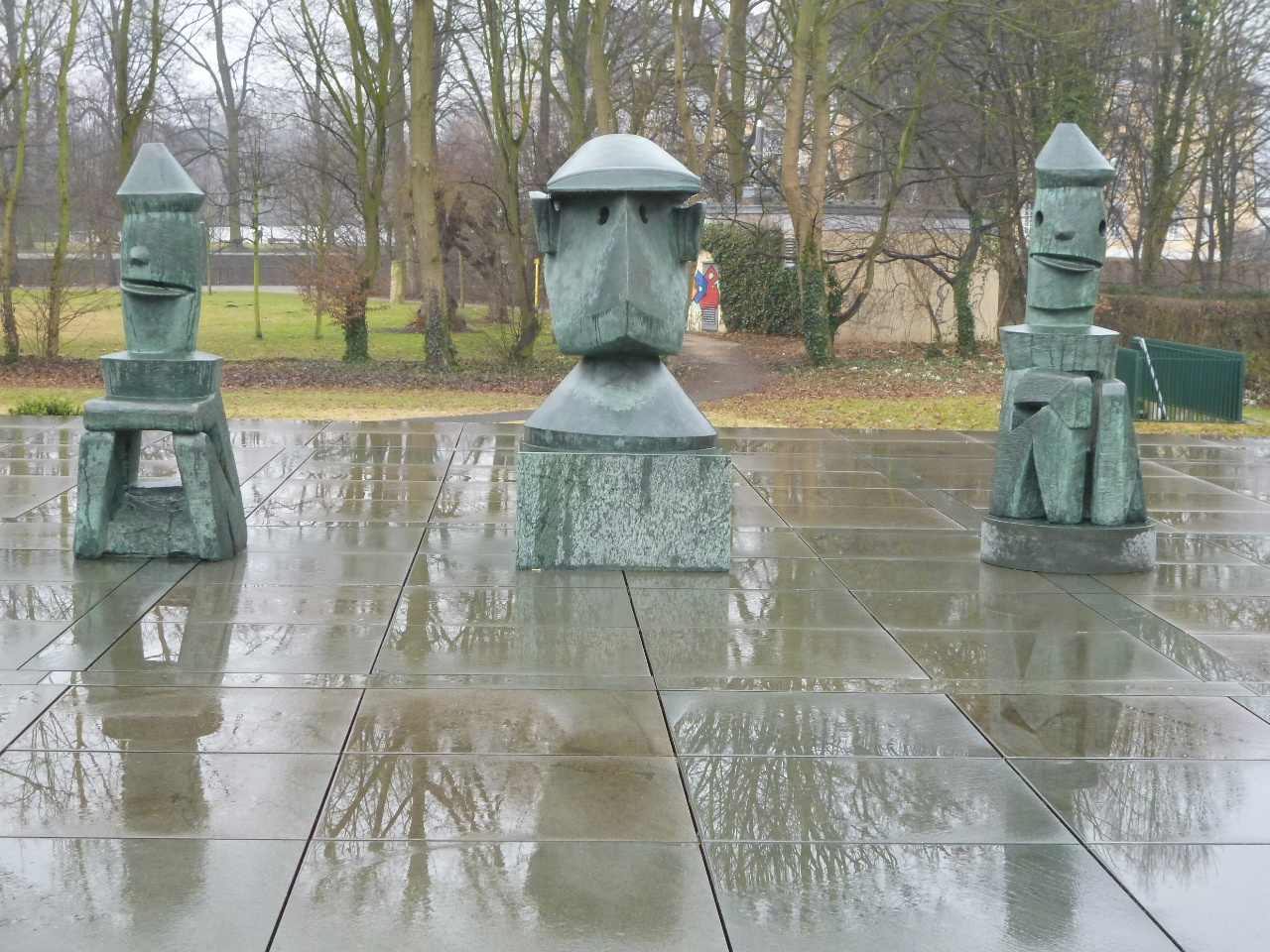
Corps enseignant pour une école de tueurs (Lehrerkollegium einer Schule für Totschläger) (1967) vor dem Max-Ernst-Museum
Brunnen von Amboise (1967)
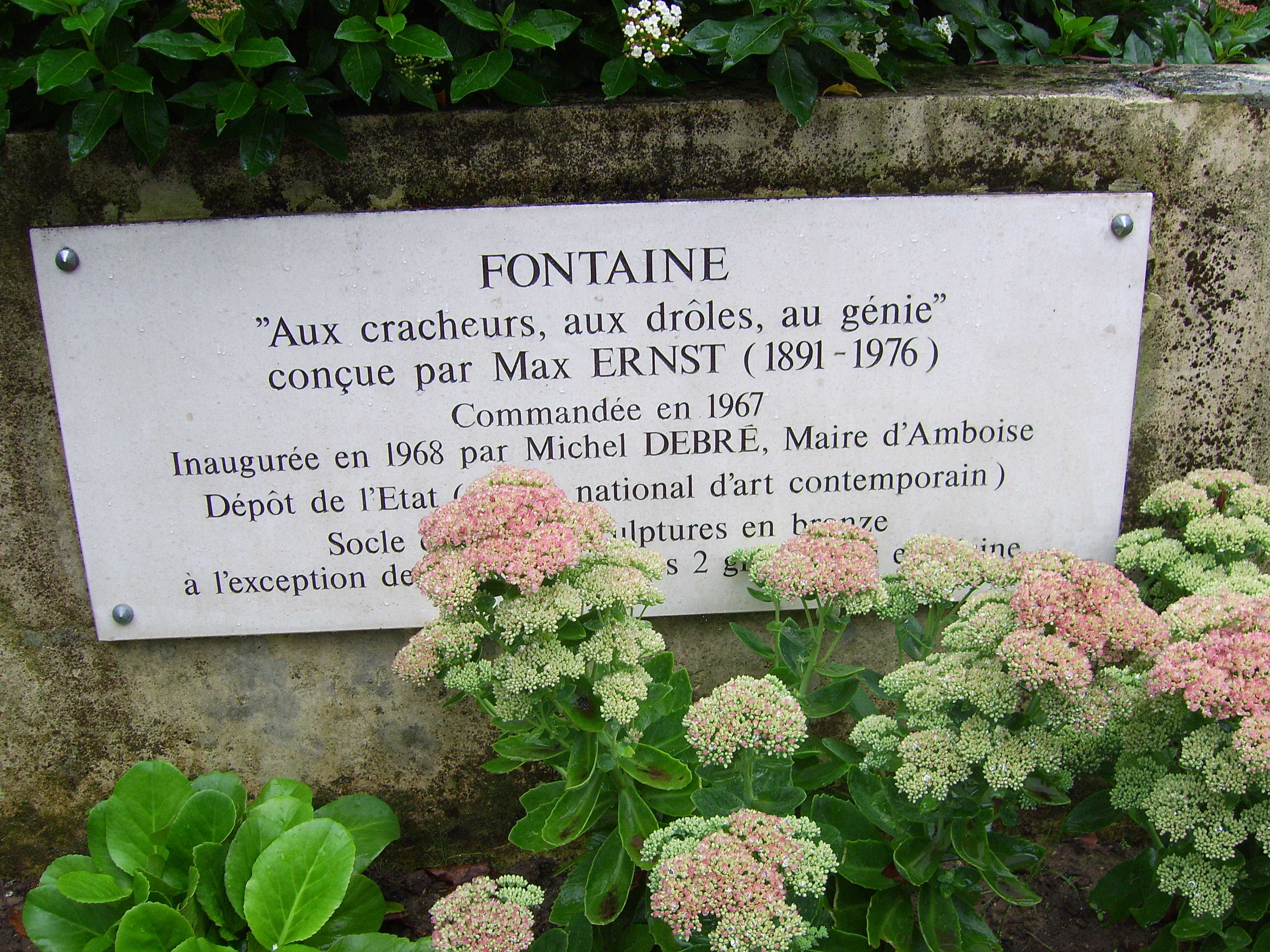
Plakette am Brunnen von Amboise
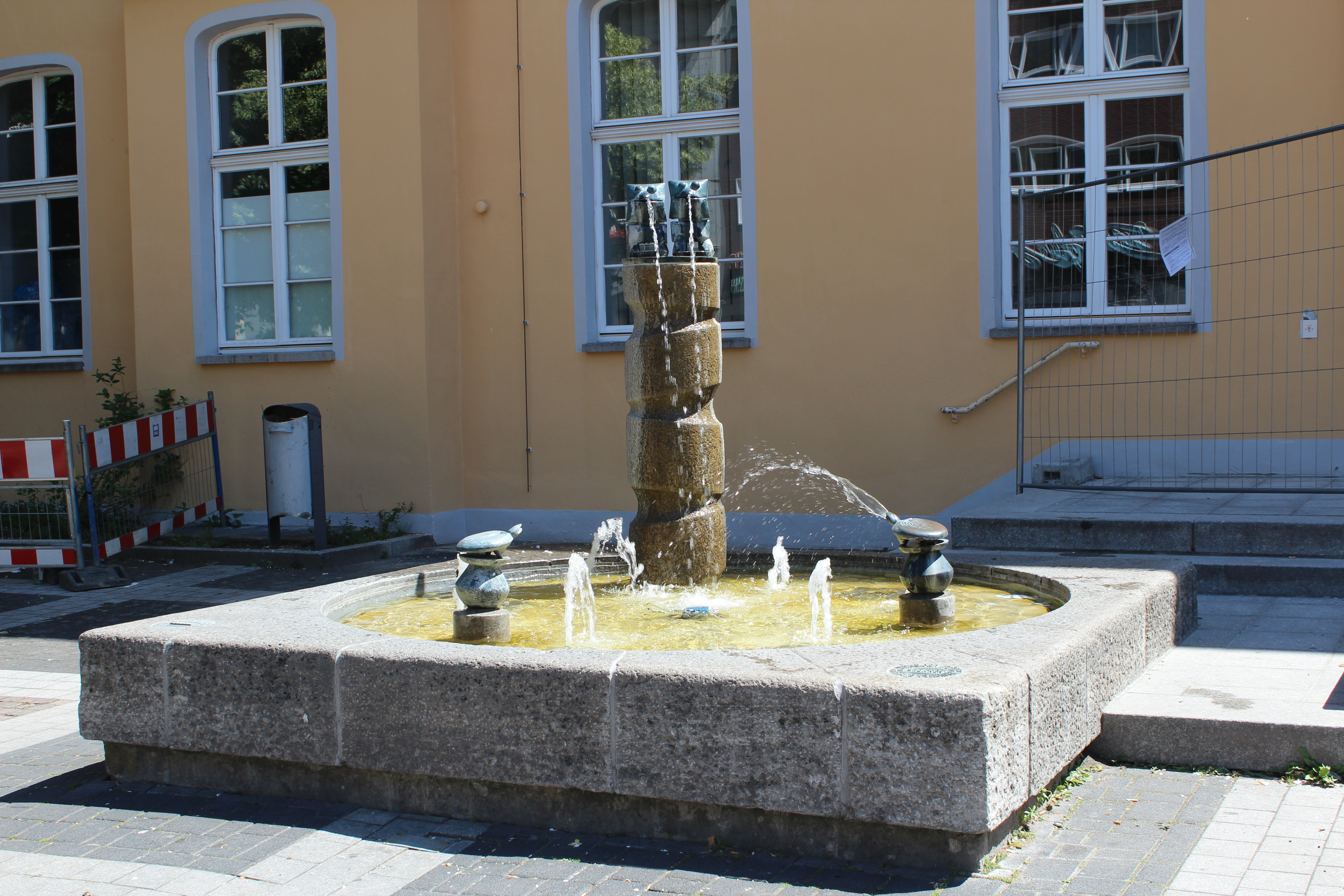
Max-Ernst-Brunnen vor dem Brühler Rathaus. Die Figuren sind eine Stiftung des Künstlers (1971).

### Biographische Notizen
Neben kunsttheoretischen Schriften wie Was ist Surrealismus aus dem Jahr 1934 und Au-delà de la peinture von 1937 verfasste Max Ernst auch autobiografische Texte. 1948 erschien Some Data on the Youth of Max Ernst in dem Sammelband Beyond Painting, 1962 seine Autobiografie Biographische Notizen (Wahrheitsgewebe und Lügengewebe) als Bestandteil des Ausstellungskatalogs der Retrospektive im Kölner Wallraf-Richartz-Museum. Der Untertitel „Wahrheitsgewebe und Lügengewebe“ ist offensichtlich eine Anspielung auf Goethes Autobiografie Dichtung und Wahrheit. Ernst variierte und ergänzte den Text später mehrfach. Er verfasste seinen Lebenslauf, in dem er von sich in der 3. Person spricht, nach surrealistischen Maßstäben und lenkt die Aufmerksamkeit auf seine frühe Kindheit, Mythen und Märchen, religiöse Begegnungen und psychische Besonderheiten. Mit dem Untertitel „Lügengewebe“ verweist der Künstler darauf, gelegentlich poetische Auslegungen und Koppelungen von Ereignissen mit seinen Bildern hinzugefügt zu haben, die auch chronologisch nicht stimmen. Möglicherweise wollte er mit seinen Aufzeichnungen die Selbstdarstellungen großer Männer ironisieren oder das Publikum, das sich durch seine Bilder beunruhigt fühlte, besänftigen.

## Rezeption

### Darstellungen von Zeitgenossen
„Der Zauberer der kaum spürbaren Verrückungen“

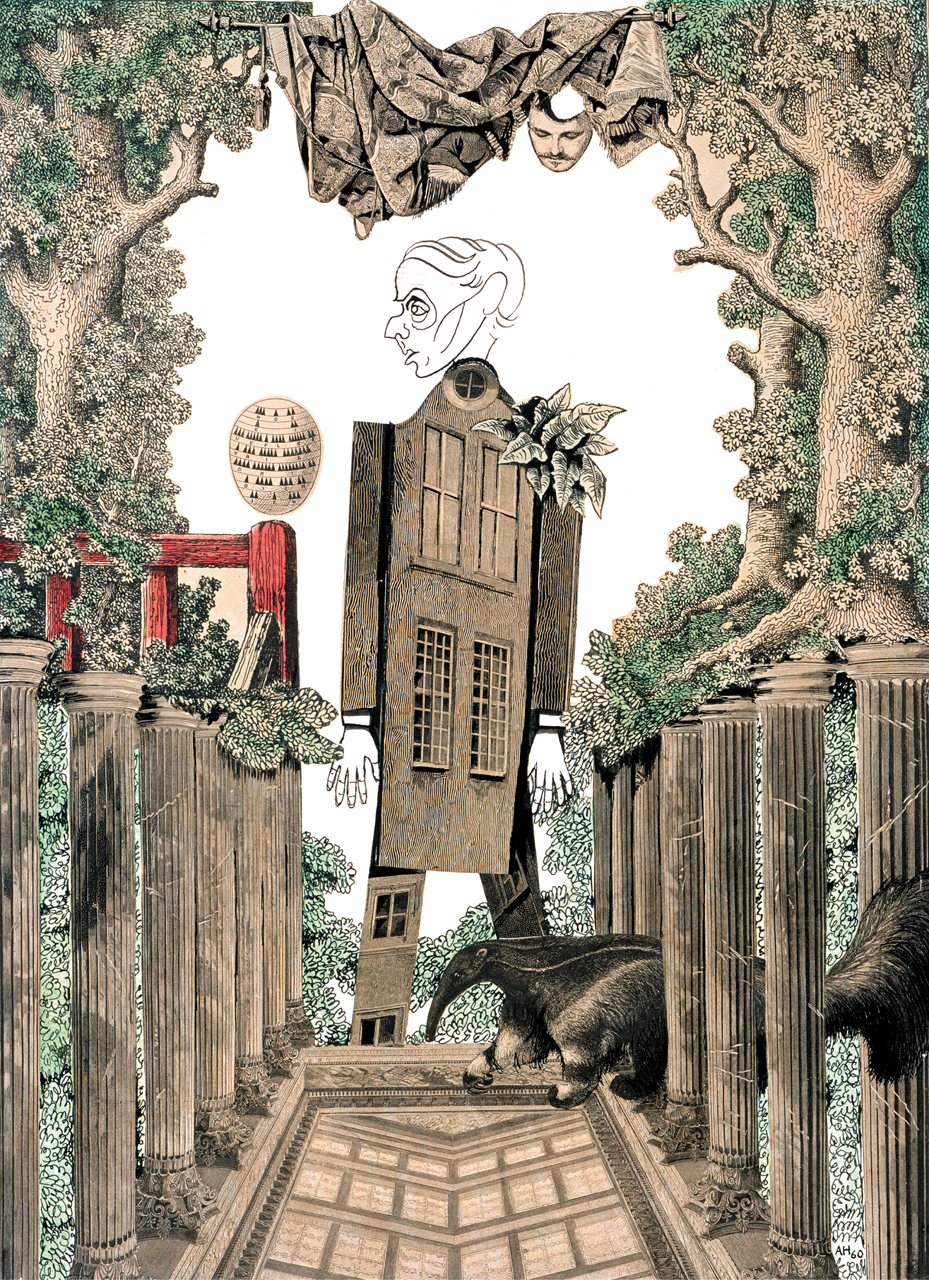
Adolf Hoffmeister: Hommage à Max Ernst, 1960

André Breton schrieb 1928 in Le Surréalisme et la Peinture, Max Ernst sei „nie abgewichen von dem gebieterischen Bedürfnis, wie es Baudelaire forderte: unaufhörlich Neues zu finden. Von ständig wachsender Kraft in diesen letzten zwanzig Jahren, findet sein Werk, was einen solchen Willen anlangt, nicht seinesgleichen.“
Max Ernsts Freund, der Schriftsteller Paul Éluard, wies 1948 in A L’Intérieur de la vue darauf hin, dass der Künstler sich selbst identifiziert, mit dem, was er zeigt. „Indem er seine Vision über diese grobe, gefühllose Wirklichkeit, die wir gelassen hinnehmen sollen, hinausprojiziert, führt er uns in eine befreite Welt, wo wir allem zustimmen, wo nichts mehr unverständlich ist.“ In Bezug auf Ernsts Alter Ego schrieb er poetisch: „Von Federn verschlungen und dem Meer überlassen, hat er seinen Schatten in Flug übersetzt, in den Flug der Vögel der Freiheit.“

### Einfluss auf den abstrakten Expressionismus
In den 1940er Jahren kam es in den Vereinigten Staaten zu einem künstlerischen Umschwung, der nach Jahren des sozialkritischen Amerikanischen Realismus zu einem Neubeginn – „dem Wunsch, bei Null anzufangen“ (Barnett Newman) – führte, dem abstrakten Expressionismus. Künstler wie Barnett Newman, Jackson Pollock, Mark Rothko, Clyfford Still und Franz Kline fanden ihre Vorbilder in Miró, Masson und Max Ernst, in deren kontrolliertem psychischen Automatismus, beim gelenkten Zufall, nicht unbedingt in deren Techniken. Pollock übernahm von Max Ernst die Technik der „Oszillation“ als Drip Painting, baute sie aus und wurde durch diese Technik bekannt. Er erhielt daraufhin den Spitznamen „Jack the Dripper“.

### Spätere Wahrnehmung
Der Kunsthistoriker Werner Spies, der Max Ernst 1966 kennengelernt hatte, zahlreiche Schriften über ihn verfasste und den Werkkatalog herausgab, äußerte 2005 in einem Interview: „Man kann sagen, dass es den Surrealismus ohne Max Ernst in dieser Form überhaupt nicht gegeben hätte. Und der ganze poetische und ikonografische Fundus, den das Werk von Max Ernst beinhaltete, basierte sehr stark auf der deutschen Romantik, sowohl was die literarische Tradition angeht, als auch die der bildenden Kunst.“ Er fuhr fort, indem er an die Feindseligkeit erinnerte, die nach dem Ersten Weltkrieg zwischen Deutschen und Franzosen entstanden war. In dieser Situation habe Max Ernst das Glück gehabt, in Paris in den 1920er Jahren mit Bréton, Éluard, Aragon und Tzara Künstler getroffen zu haben, die sich nicht für die nationale Herkunft eines Menschen interessiert hätten. Éluard etwa habe zu jenen gehört, die den Deutschen noch kurz zuvor im Schützengraben von Verdun gegenübergelegen hätten. Die Pariser Künstler hätten in Max Ernst einen wirklichen Geistesverwandten entdeckt, vereint durch die Poesie, die Sucht nach der Überwindung der Kausalität und des Pragmatischen.

### Filme Peter Schamonis mit und über Max Ernst
Max Ernst war in seinem Leben häufig mit Filmen befasst, so 1930 als Darsteller in L'Âge d'Or; weitere Filme sind unter Filmografie aufgelistet. Der Regisseur Peter Schamoni drehte 1963 in Huismes, wo Ernst seit 1955 lebte, einen Film zu Ehren des Künstlers mit dem Titel Max Ernst – Entdeckungsfahrten ins Unbewusste. 1967 folgte ein weiterer Kurzfilm von Schamoni, der in Seillans gedreht wurde. Er trägt den Titel Die widerrechtliche Ausübung der Astronomie, ist Max Ernst gewidmet, der nicht nur das Drehbuch über das Schicksal des Amateurastronomen Ernst Wilhelm Leberecht Tempel (1821–1889) mitschrieb, sondern auch als Sprecher im Film fungierte. „Er hatte Genie, aber kein Diplom“, so fasste es Ernst zusammen, eine Affinität zu seinem eigenen Leben. Zum 100. Geburtstag des Künstlers drehte Schamoni 1991 einen weiteren Film, Max Ernst: Mein Vagabundieren – Meine Unruhe, der sich mit Ernsts Leben und Werk befasst.

### Schulen, Museum und Stiftung mit Bezug auf Max Ernst

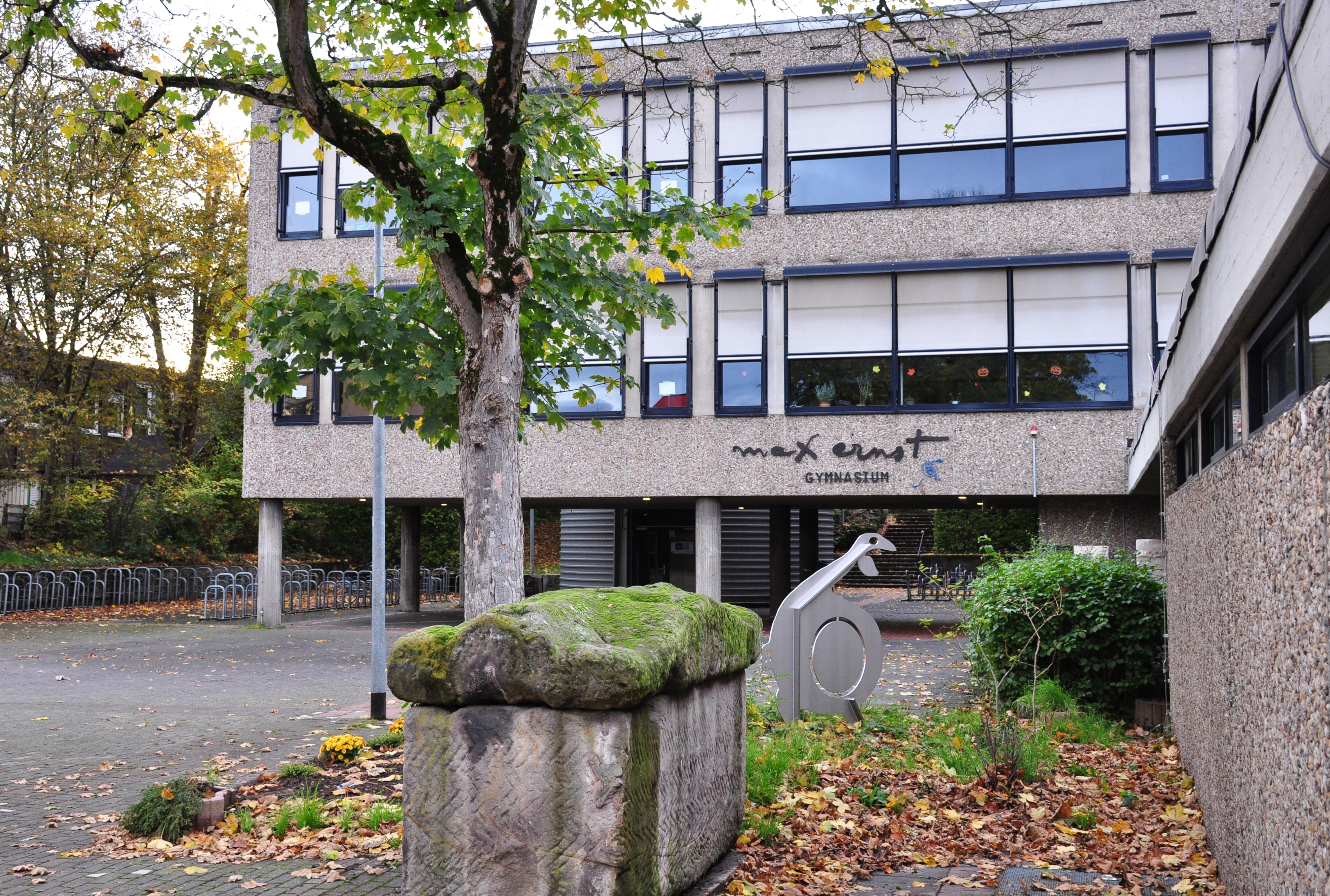
Das Max-Ernst-Gymnasium in Brühl

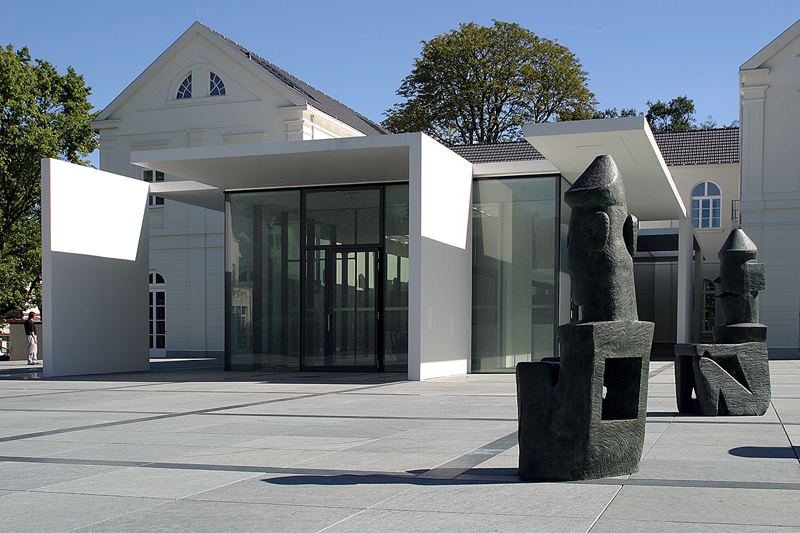
Das Max Ernst Museum in Brühl

Schon seit 1971, fünf Jahre vor seinem Tod, vergibt die Stadt Brühl mit damaliger Zustimmung des Künstlers, das Max-Ernst-Stipendium zur Förderung junger Künstlerinnen und Künstler.
1981, fünf Jahre nach seinem Tod, wurde das Städtische Gymnasium in seiner Geburtsstadt Brühl in Max-Ernst-Gymnasium umbenannt. In Köln trägt die Max-Ernst-Gesamtschule ebenfalls seit 1981 seinen Namen. Im Jahr 2000 wurde die Max Ernst Gesellschaft gegründet.
2005 eröffnete das Max Ernst Museum in Brühl. Vorsitzender des Stiftungsrates und des Kuratoriums der Stiftung Max Ernst war Werner Spies. In Ernsts nahe gelegenem Geburtshaus, das 2008 von einer Immobiliengesellschaft erworben, renoviert und dem Museum zur Verfügung gestellt wurde, eröffnete im Juli 2012 ein dem Museum angeschlossenes Fantasie Labor mit einem angrenzenden Erweiterungsbau, das der Allgemeinheit und Schulen zur Verfügung steht.

### Max Ernst auf dem Kunstmarkt
Die Verbreitung des Werks von Max Ernst in den USA wurde maßgeblich von dem Galeristen Alexander Iolas gefördert, der ab den 1930er/1940er Jahren auf surrealistische Kunst setzte und neben Ernst auch René Magritte führte.
Das Auktionshaus Christie’s in New York erzielte im November 2011 einen Weltrekord für ein Werk Max Ernsts. Statt geschätzter vier bis sechs Millionen Dollar fiel der Hammer für The Stolen Mirror aus dem Jahr 1941 bei 16,3 Millionen Dollar. Ein anonymer Käufer aus Europa ersteigerte das nur 65 × 81 cm große Ölgemälde. Es kombiniert eine wie im Traum gemalte Landschaft mit statuenhaften Frauenakten, umhüllt von Tieren und Pflanzen. The Stolen Mirror gehörte zunächst dem Surrealismus-Sammler Edward James. Dann kaufte es Ernsts Sohn Jimmy Ernst zurück und es verblieb in der Familie. Die gesicherte Provenienz ist bedeutungsvoll, da es um den ebenfalls Max Ernst betreffenden Fälschungsskandal der fingierten Sammlung Werner Jägers negative Berichte gab. Zwischen 1999 und 2004 wurden sieben von Werner Spies für echt erklärte Bilder im Jahr 2011 in einem Prozess als Fälschungen Wolfgang Beltracchis entlarvt, darunter La Mer und La Forêt II. Möglicherweise gibt es noch mehr gefälschte Werke von Max Ernst.
Erst im Jahr 2022 konnte dieses Ergebnis übertroffen werden: Die Skulptur Le roi jouant avec la reine wurde im selben Auktionshaus für 24.435.000 USD versteigert. Die Bronze mit brauner Patina, die eine Höhe von 100,5 cm aufweist, wurde zwischen 1953 und 1961 gegossen, basierend auf einem Entwurf aus dem Jahr 1944. Sie zählt zu den bedeutendsten Skulpturen, die Max Ernst 1944 geschaffen hat. Das Werk wurzelt tief in einem Thema, das den Künstler intensiv beschäftigte – dem strategischen Schachspiel.

## Werke (Auswahl)

### Gemälde
- 1909: Landschaft mit Sonne, Öl auf Karton, 18 × 13,5 cm, Privatbesitz (Abb.)
- 1909: Selbstporträt, Öl auf Karton, 18 × 12 cm, Privatbesitz (Abb.)
- 1919: Aquis submersus, Öl auf Leinwand, 54 × 43,8 cm, Städel, Frankfurt am Main
- 1919/20: Von minimax dadamax selbst konstruiertes maschinchen, Bleistift- und Tintenfrottage, Wasserfarbe und Gouache auf braunem Papier, 49,4 × 31,5 cm, Peggy Guggenheim Collection, Venedig
- 1920: Der Hut macht den Mann, Gouache, Feder, Tusche, Öl, ausgeschnittene und aufgeklebte Drucksachen auf Papier, 35,2 × 45,1 cm, Museum of Modern Art, New York
- 1921: Celebes, Öl auf Leinwand, 125 × 107 cm, Tate Gallery, London
- 1922: Oedipus Rex, Öl auf Leinwand, 93 × 102 cm, Privatbesitz (Abb.)
- 1922: Das Rendezvous der Freunde, Öl auf Leinwand, 129,5 × 193 cm, Museum Ludwig, Köln
- 1923: Heilige Cäcilie – Das unsichtbare Klavier, Öl auf Leinwand, 101 × 82 cm, Staatsgalerie, Stuttgart
- 1923: Ubu Imperator, Öl auf Leinwand, 100 × 81 cm, Musée National d’Art Moderne, Paris (Abb.)
- 1925: Marine verte, Kaiser-Wilhelm-Museum, Krefeld
- 1926: Die Jungfrau züchtigt das Jesuskind vor drei Zeugen: André Breton, Paul Éluard und dem Maler, Öl auf Leinwand, 169 × 130 cm, Museum Ludwig, Köln
- 1927: La forêt, Öl auf Leinwand, 27 × 34,8 cm, Sprengel Museum, Hannover (Abb.)
- 1927: Die Windsbraut, Öl auf Leinwand, 81,5 × 100,5 cm, Pinakothek der Moderne, München (Abb.)
- 1927: Die Horde, Öl auf Leinwand, 114 × 146 cm, Stedelijk Museum, Amsterdam (Abb.)
- 1927: Sie sind zu lange im Wald geblieben, Öl auf Leinwand, Saarlandmuseum, Moderne Galerie, Saarbrücken (Abb.)
- 1928: Die Erwählte des Bösen, Öl auf Leinwand, 230 × 300 cm, Neue Nationalgalerie, Berlin
- 1930: LopLop stellt LopLop vor, Öl und verschiedenen Materialien auf Holz, 100 × 180 cm, Privatbesitz (Abb.)
- 1933: Europa nach dem Regen I, Staatliche Kunsthalle Karlsruhe
- 1935/36: Die ganze Stadt (La ville entière) Kunsthaus Zürich; 2. Version Privatbesitz
- 1937: Le triomphe de l’amour / fausse allégorie, Öl auf Leinwand, 54,5 × 73,5 cm, Sammlung Scharf-Gerstenberg, Berlin
- 1937: Der Hausengel (L’Ange du foyer), drei Versionen, Pinakothek der Moderne, München, und Privatbesitz
- 1940: Die Einkleidung der Braut (La toilette de la mariée), Öl auf Holz, 130 × 96 cm, Peggy Guggenheim Collection, Venedig (Abb.)
- 1940/41: Marlene, Öl auf Leinwand, 23,8 × 19,5 cm, Menil Collection, Houston
- 1940–1942: Europa nach dem Regen II, Wadsworth Atheneum, Hartford, Conn.
- 1941: Alice in 1941, Öl auf Papier auf Leinwand, 40 × 32,3 cm, Museum of Modern Art, New York
- 1941: Napoleon in the Wilderness, Öl auf Leinwand, 46,3 × 38,1 cm, Museum of Modern Art, New York (Abb.)
- 1942: Der Surrealismus und die Malerei (Le Surréalisme et la peinture), Öl auf Leinwand, 195 × 233 cm, Menil Collection, Houston
- 1943: Vox Angelica, Öl auf Leinwand, 152 × 203 cm, Privatbesitz (Abb.)
- 1945: Die Versuchung des Heiligen Antonius, Öl auf Leinwand, 108 × 128 cm, Lehmbruck-Museum, Duisburg (Abb.)
- 1945: Euklid, Öl auf Leinwand, 65,4 × 57,5 cm, Menil Collection, Houston
- 1947: Die Geburt der Komödie, Öl auf Leinwand, 53 × 40 cm, Max-Ernst-Museum, Brühl als Leihgabe des Museum Ludwig, Köln
- 1948: Das Festmahl der Götter, Öl auf Leinwand, 153 × 107 cm, Museum moderner Kunst, Wien
- 1954: Oiseau d’outre mer (Vogel aus Übersee), Öl auf Leinwand, 81 × 60 cm, LWL-Museum für Kunst und Kultur, Münster
- 1955: Das Floß der Medusa (Coloradeau de Méduse), Öl auf Leinwand, 73 × 92 cm, Privatbesitz,
- 1960–1970: La dernière forêt (Der letzte Wald), Musée d’Art Moderne de Saint-Étienne (Abb.)
- 1962: Der Garten Frankreichs (Le Jardin de la France), Öl auf Leinwand, 114 × 168 cm, Centre Georges Pompidou, Paris
- 1967: Rückkehr der schönen Gärtnerin (Retour de la Belle Jardinière), Öl auf Leinwand, 164 × 130,5 cm, Menil Collection, Houston (Abb.)
- 1973: Nichts geht mehr (Rien ne va plus), Öl und Collage auf Leinwand, 27 × 22 cm, Privatbesitz

### Illustrationen und Collageromane
- 1919: Fiat modes, pereat ars. 8 Originallithografien, Schloemilch-Verlag, Köln
- 1922: Les malheurs des immortels. Prosagedichte von Paul Éluard und Max Ernst sowie 21 Illustrationen Ernsts. Librairie Six, Paris
- 1926: Histoire naturelle. Mit 34 Frottagen, Galerie Jeanne Bucher, Paris; Neuauflage bei Jean-Jacques Pauvert, Paris 1960.
- 1929: La femme 100 têtes. Vorwort von André Breton, Roman in 147 Bildern, Éditions du Carrefour, Paris. Deutsch bei Verlag Gerhardt, Berlin 1962.
- 1930: Rêve d’une petite fille qui voulut entrer au carmel, Roman in 79 Bildern, Éditions du Carrefour, Paris; Neuauflage bei Jean-Jacques Pauvert, Paris 1983. ISBN 2-7050-0481-5
- 1930: Hans Arp: Gedichte: Weisst du schwarzt du. Fünf Klebebilder von Max Ernst. Pra, Zürich 1930
- 1934: Une semaine de bonté, Roman mit 182 Collagen, Kassette mit 5 Heften, Galerie Jeanne Bucher, Paris. Deutsch bei Verlag Gerhardt, Berlin 1963.
- 1938: Umschlag von Minotaure Nr. 11, herausgegeben von Albert Skira (Abb.)
- 1953: Das Schnabelpaar. Acht Farbradierungen und ein Gedicht, Ernst Beyeler, Basel
- 1960: La nudité de la femme est plus sage que l’enseignement du philosophe, Essay mit 11 Radierungen, Gonthier-Seghers, Paris; Deutsch: Die Nacktheit der Frau ist weiser als die Lehre des Philosophen, Verlag Galerie Der Spiegel, 1962.
- 1961: Neun Bilder. Verlag Galerie Der Spiegel, Köln.
- 1962: Paul Éluard: Répétitions. Mit Collagen von Max Ernst. Deutsch und französisch. Verlag Galerie Der Spiegel, Köln.
- 1963: Hans Neuenfels: Mundmündig. (Gedichte) mit Zeichnungen von Max Ernst. Verlag Galerie Der Spiegel, Köln.
- 1964: Paramythen. Gedichte und Collagen. Verlag Galerie Der Spiegel, Köln.
- 1964: Maximiliana ou L’exercice illégal de l’astronomie. Künstlerbuch mit Farbradierungen, verlegt durch Iliazd, Le Degré Quarante et Un, Paris
- 1965: Zweiundzwanzig Mikroben. Mit Texten von Hans Arp und Albrecht Fabri. Verlag Galerie Der Spiegel, Köln.
- Schnabelmax und Nachtigall. Texte und Bilder. Überarbeitete Nachauflage, Edition Nautilus, Hamburg 2012, ISBN 978-3-89401-488-9
- Illustrationen für Werke Lewis Carrolls: La chasse au snark (1950, 8 Illustrationen), Logique sans peine (1966), beide Paris. The Hunting of the Snark (Die Jagd nach dem Snark) (Stuttgart 1968, 32 Farblithografien) und Lewis Carrols Wunderhorn (Stuttgart 1970, eine Anthologie, ausgewählt von Max Ernst und Werner Spies mit 36 Farblithografien)

### Bildhauerisches Werk
- 1934: Oedipe I, Oedipe II Gips, Bronzegüsse ab 1960 (Abb.)
- 1934: Habakuk, Gips, später verschiedene Bronzen
- 1934/45: Oiseau-tête (Vogelkopf), Gips, später Bronze
- 1938: La femme demi-tête, Bronze, grün patiniert, poliert, in Ein Wald der Skulpturen – Sammlung Simon Spierer, Hessisches Landesmuseum Darmstadt
- 1944: Ein emsiger Freund, Bronze, Lehmbruck-Museum, Duisburg
- 1944: The King Playing with the Queen, Bronzeguss 1954, u. a. Menil Collection, Houston (Texas) (Abb.)
- 1948: Capricorn, Zementskulptur in Sedona. 1975 Bronze, National Gallery of Art, Washington, D.C.
- 1966: Immortel, Schachspiel aus Glas
- 1967: Brunnen von Amboise
- Reliefs und Plastiken an seinen Häusern in Saint-Martin-d’Ardèche, Sedona, Huismes und Seillans

### Schriften
- 1934: Was ist Surrealismus?, Einführung zum Ausstellungskatalog des Kunsthauses Zürich
- 1937: Au-delà de la peinture, veröffentlicht in einer Sondernummer zu Max Ernst in Cahiers d’Art, Paris, herausgegeben von Christian Zervos
- 1948: Beyond Painting, and other Writings by the Artist and His Friends, hrsg. von Robert Motherwell. Wittenborn/Schultz, New York. Neuausgabe Solar Art Directives 2009, ISBN 978-0-9799847-9-2
- 1962: Biographische Notizen (Wahrheitsgewebe und Lügengewebe), in: Max Ernst – Retrospektive, Ausstellungskatalog, hrsg. von H. R. Leppien, Wallraf-Richartz-Museum, Köln
- 1964: In diesem Jahr entstand Max Ernsts einziges Schauspiel Leitfaden, das ein Jahr später von der Galerie Der Spiegel in Ernsts Histoire Naturelle (1926) in deutscher Sprache veröffentlicht wurde. Die Auflage bestand aus 700 handschriftlich nummerierten Exemplaren.
- 1970: Ecritures, Zusammenstellung von Texten, Interviews und Deklarationen (1921–1969) und 120 Illustrationen. N.R.F Point du Jour, Paris
- 2022:  Max Ernst. Die Schriften, herausgegeben von Gabriele Wix, mit einem Nachwort von Marcel Beyer, Verlag der Buchhandlung Walther und Franz König, Köln 2022, ISBN 978-3-96098-867-0

## Filmografie
- Max Ernst in der Internet Movie Database, darin:
- 1930: Das goldene Zeitalter (L’Âge d’or) – Regie: Luis Buñuel; Max Ernst übernahm die Rolle eines Räuberhauptmanns.
- 1947: Dreams That Money Can Buy – Regie: Hans Richter; Max Ernst spielte einen Präsidenten.[116]
- 1957: 8 × 8: A Chess Sonata in 8 Movements – Regie: Hans Richter, Jean Cocteau. Unter anderem waren Max Ernst und Dorothea Tanning zu sehen.[117]
- 1963: Max Ernst – Entdeckungsfahrten ins Unbewußte – Regie: Peter Schamoni und Carl Lamb (Kurzfilm)[118]
- 1966: Die widerrechtliche Ausübung der Astronomie – Regie: Peter Schamoni; Max Ernst schrieb das Drehbuch, war als Erzähler tätig und beim Arbeiten an seinem Werk Maximiliana zu sehen.
- 1967: Max Ernst erzählt aus seinem Leben. Dokumentarfilm, NDR 1967
- 1991: Max Ernst: Mein Vagabundieren – Meine Unruhe – Regie: Peter Schamoni[119]
- 1992: Das Rendezvous der Freunde. Ein Film über ein Bild und seine Geschichte – Regie: Christian Bau und Maria Hemmleb

## Ausstellungen (Auswahl)

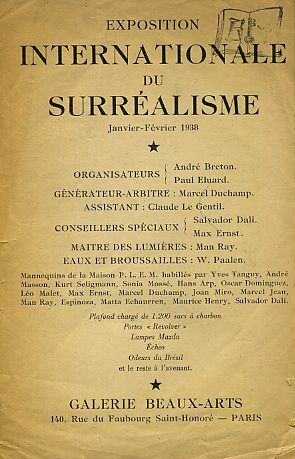
Titelseite des Katalogs zur Ausstellung, Paris 1938

- 1912: Erste Ausstellung Galerie Feldmann, Köln
- 1913: Erster Deutscher Herbstsalon, Berlin
- 1916: Erste Einzelausstellung in der Galerie Der Sturm von Herwarth Walden
- 1920: Erste Internationale Dada-Messe, Berlin
- 1921: Erste Einzelausstellung in Paris, Galerie Au Sans Pareil
- 1925: erste gemeinsame Surrealistenausstellung in Pierre Loebs Galerie Pierre, Paris
- 1929: Einzelausstellungen in Alfred Flechtheims Galerien in Berlin und Düsseldorf
- 1932: Erste Ausstellung in den USA in der Julien Levy Gallery, New York.
- 1938: Exposition Internationale du Surréalisme, Paris
- 1942: Artists in Exile, Gallery Pierre Matisse, New York
- 1942: First Papers of Surrealism, New York
- 1942: Art of This Century, New York
- 1951: Retrospektive, Brühl
- 1954: 27. Biennale von Venedig (Großer Preis für Malerei)
- 1955: documenta 1, Kassel
- 1959: documenta II, Kassel
- 1962/63: Große Retrospektive im Wallraf-Richartz-Museum, Köln, anschließend im Kunsthaus Zürich, Zürich. Der Katalog enthält Max Ernsts Biographische Notizen.
- 1964: documenta III, Kassel
- 1972: Jenseits der Malerei. Das grafische Œuvre, Museum August Kestner, Hannover
- 1975: Max-Ernst-Retrospektive, Solomon R. Guggenheim Museum, New York
- 1980: Galerie Roswitha Haftmann Modern Art, Zürich[121]
- 1987: documenta 8, Kassel
- 1991/92: Max Ernst. Retrospektive zum 100. Geburtstag, Tate Gallery, London, Staatsgalerie Stuttgart, Stuttgart, Kunstsammlung Nordrhein-Westfalen, Düsseldorf, Musée National d’Art Moderne, Paris
- 1993: Max Ernst: Dada and the Dawn of Surrealism, Museum of Modern Art, New York
- 1999: Max Ernst – weißt du schwarzt du. Grafik und Bücher, Bilder und Skulpturen, Museum Würth, Künzelsau-Gaisbach[122]
- 2000: Max Ernst. Zwischen Traum und Wirklichkeit, Staatliche Kunsthalle, Karlsruhe
- 2002: Max Ernst e i suoi amici surrealisti, Museo del Corso, Rom, kuratiert von Arturo Schwarz
- 2004/2005: Max Ernst – Grafiken und Bücher aus der Sammlung Würth, Forum Würth Arlesheim[123]
- 2005: Max Ernst: A Retrospective, Metropolitan Museum, New York
- 2005: Max Ernst. Visuell lyrikk. Grafiske Mesterverk og bøker fra Samling Würth. Galleri Würth, Hagan[124]
- 2005: Max Ernst – Grafiken und Bücher aus der Sammlung Würth. Forum Würth Chur[124]
- 2007/08: Max Ernst und die Welt im Buch, Museum der Moderne, Salzburg
- 2008/09: Max Ernst: Une semaine de bonté, Albertina, Wien, anschließend Max Ernst Museum, Brühl und Hamburger Kunsthalle
- 2009/2010: Albtraum und Befreiung – Max Ernst in der Sammlung Würth, Kunsthalle Würth, Schwäbisch Hall[125]
- 2009/10: Max Ernst läßt grüßen, Landesmuseum für Kunst und Kulturgeschichte, Münster
- 2011/12: Dalí, Magritte, Miró. Surrealismus in Paris, Fondation Beyeler, Basel
- 2011/12: Surrealistische Druckgrafik, Albertina, Wien
- 2012: Max Ernst. Lorbeeren und Erdbeeren, Sprengel Museum, Hannover
- 2012/13: Schwarze Romantik. Von Goya bis Max Ernst, Städel, Frankfurt
- 2013: Max Ernst Retrospektive, Albertina, Wien; anschließend in der Fondation Beyeler, Riehen[126]
- 2014: Seine Augen trinken alles. Max Ernst und die Zeit um den Ersten Weltkrieg. Max Ernst Museum, Brühl
- 2014/15: 100 Jahre Freundschaft Hans Arp und Max Ernst. Max Ernst Museum, Brühl
- 2016/17: Dalí, Ernst, Miró, Magritte … Surreale Begegnungen aus den Sammlungen Edward James, Roland Penrose, Gabrielle Keiller, Ulla und Heiner Pietzsch, Hamburger Kunsthalle, Galerie der Gegenwart (Sockelgeschoss), 7. Oktober 2016 bis 22. Januar 2017
- 2017/18: Max Ernst: Beyond Painting. Museum of Modern Art, New York, 23. September 2017 bis 1. Januar 2018
- 2018/19: Max Ernst, Zeichendieb. Sammlung Scharf-Gerstenberg, Berlin, 6. Dezember 2018 bis 28. April 2019
- 2020/21: Max Ernst – Sammlung Würth. Schmuckmuseum Pforzheim, 18. Juli 2020 bis 17. Januar 2021
- 2021/22: Max Ernst. Zwischenwelten. Kunstmuseum Ravensburg, 20. November 2021 bis 20. Februar 2022
- 2022/23: Max Ernst und die Natur als Erfindung, Kunstmuseum Bonn, 13. Oktober 2022 bis 22. Januar 2023.
- 2024/25: FOTOGAGA. Max Ernst und die Fotografie. Die Sammlung Würth zu Gast, Museum für Fotografie, Berlin